# Schloss Wiligrad

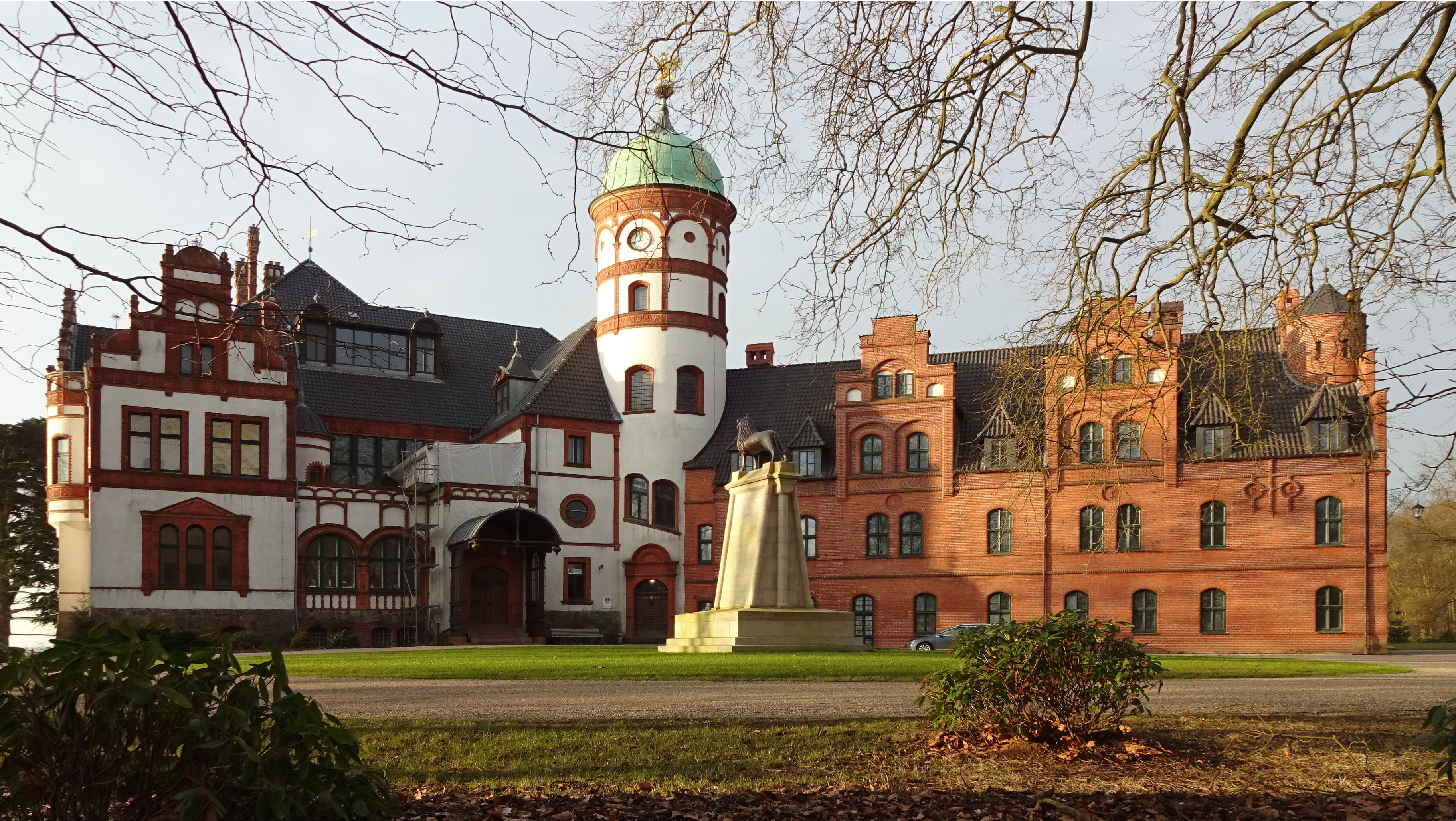
Schloss Wiligrad als Zweiflügelanlage mit einem Treppenturm im Hofwinkel, Unterteilung in Herrschaftsflügel und Wirtschaftsflügel, mit einer Flügelspreizung von 135 °

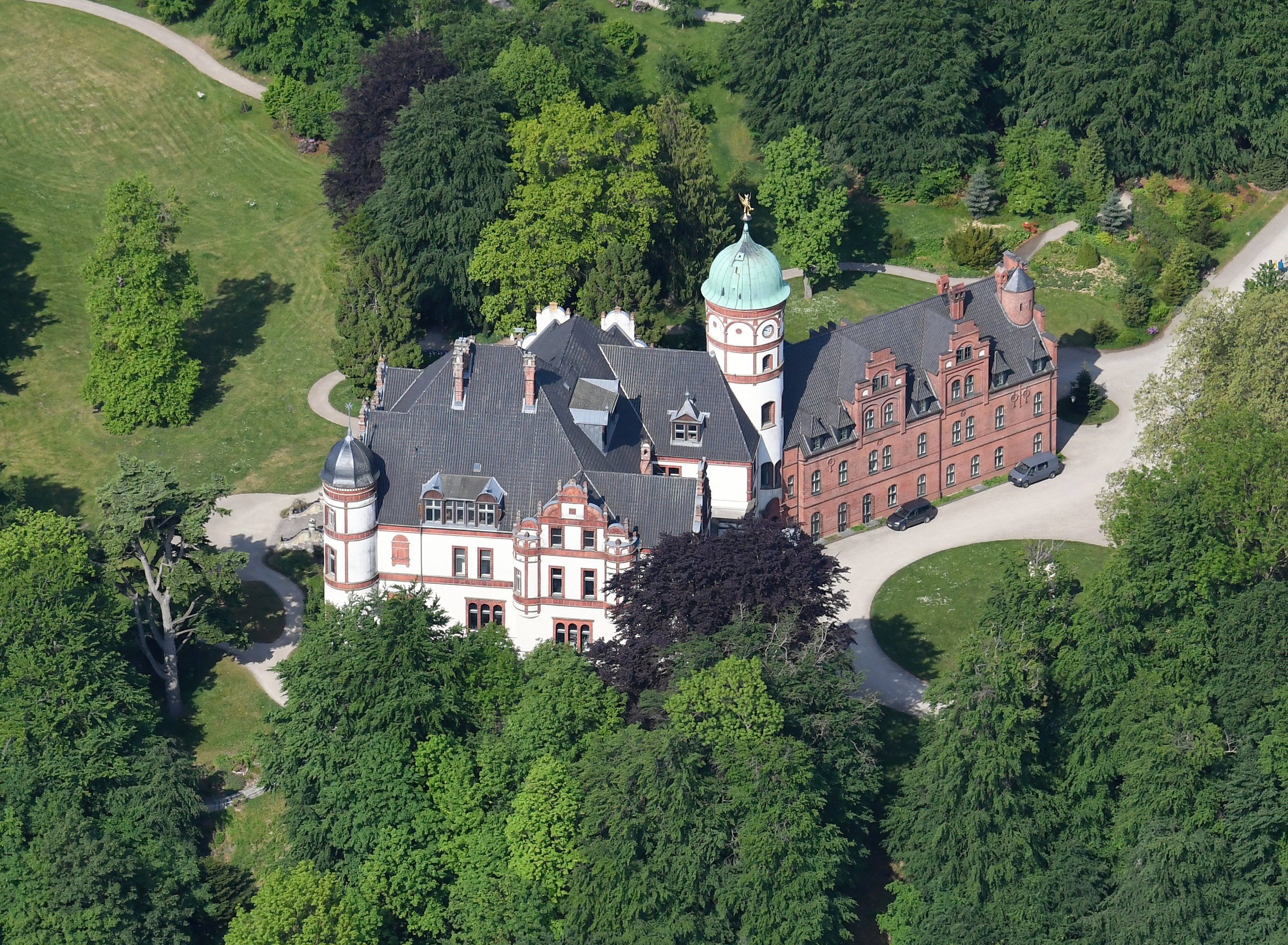
Schloss Wiligrad von Osten aus der Luft gesehen

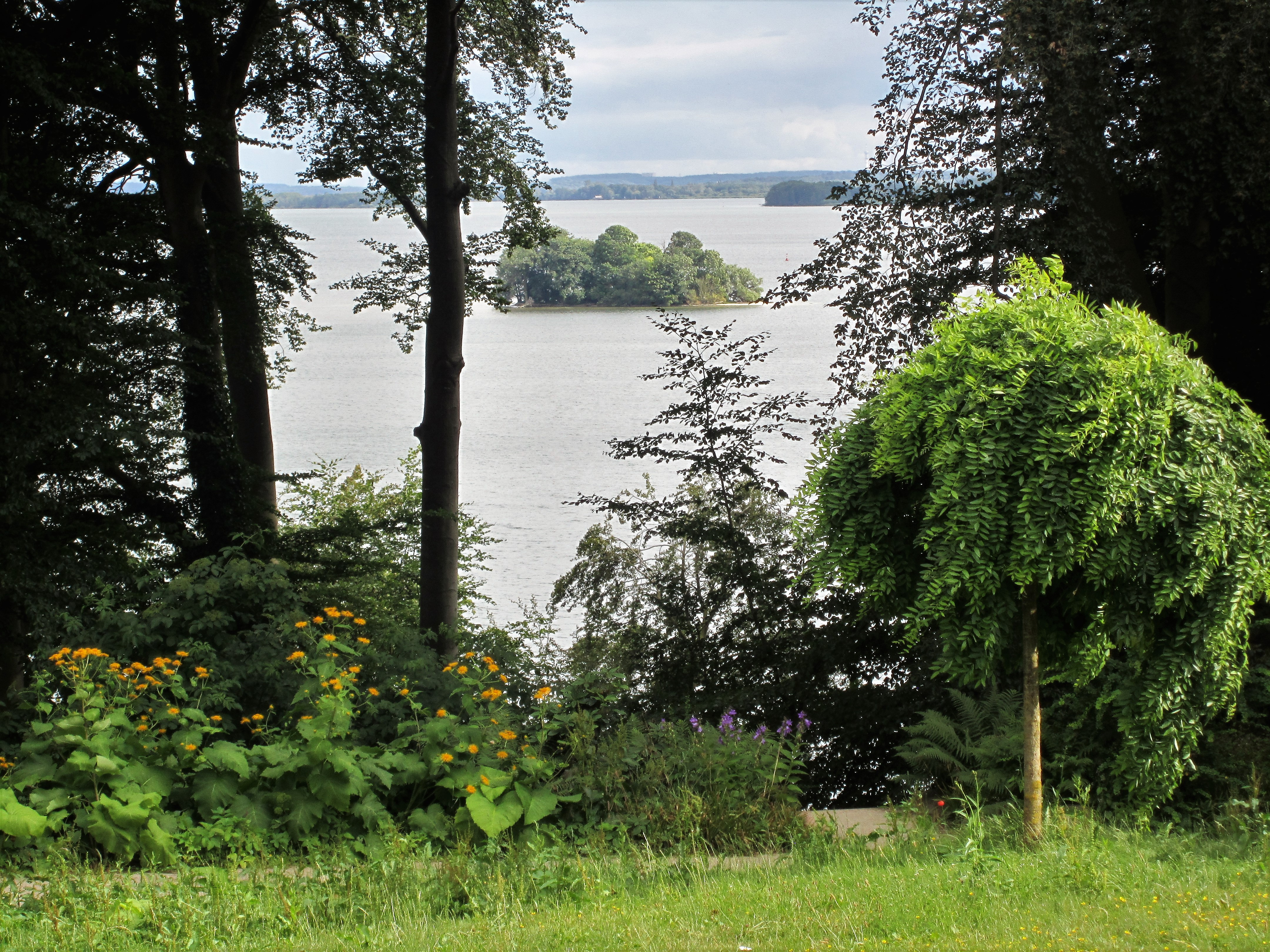
Blick vom Schlosspark über den Schweriner Außensee

Das Schloss Wiligrad mit seinen Parkanlagen liegt am Steilufer des Schweriner Sees zwischen Lübstorf und Bad Kleinen in Mecklenburg-Vorpommern.

## Geschichte

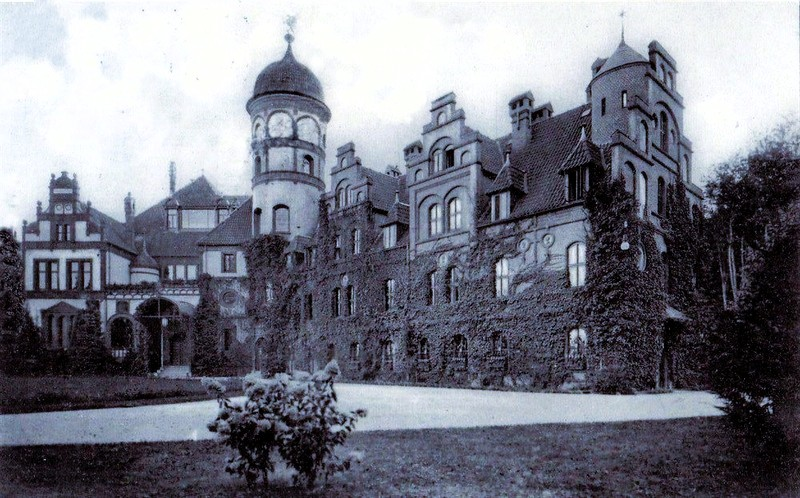
Schloss Wiligrad 1905, Blick auf die Nordseite

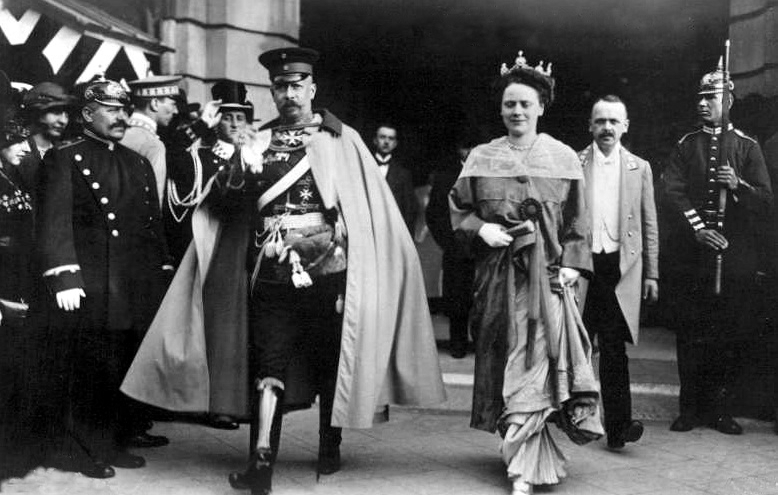
Herzog Johann Albrecht zu Mecklenburg, Regent zu Braunschweig und Prinzessin Elisabeth zu Stolberg-Roßla, Herzogin zu Mecklenburg

Das Schloss Wiligrad wurde von 1896 bis 1898 nach Plänen von Albrecht Haupt und im Auftrag des Herzogs Johann Albrecht zu Mecklenburg und seiner Frau Herzogin Elisabeth errichtet. Den Bau und die Einrichtung finanzierte Herzogin Elisabeth mit dem von ihrer Mutter ererbten Vermögen. Dem auf der Feldmark Zickhusen erbauten Schloss wurde im März 1898 der Name Schloss Wiligrad beigefügt. Das Schloss blieb bis 1945 in herzoglichem Besitz.

### 1896–1918
Anlässlich des Kaisermanövers, das ab dem 3. September 1904 stattfand, weilte die Kaiserin mit ihrem Gefolge im Schloss Wiligrad. Kaiser Wilhelm II. residierte hingegen für die Zeit des Manövers im Schweriner Schloss. Während des Aufenthalts auf Schloss Wiligrad wurde die Verlobung des Kronprinzen Wilhelm von Preußen mit Cecilie von Mecklenburg-Schwerin bekanntgegeben.
In dieser Zeit war Wiligrad Ort wichtiger Entscheidungen und beliebter Treffpunkt. Neben den Besuchen des Kaisers und der Kaiserin waren in der Hauschronik des Schlosses auch zahlreiche Besuche aus den europäischen und asiatischen Fürstenhäusern verzeichnet. Nicht nur der Hochadel weilte auf Schloss Wiligrad, auch Staatsmänner, Senatoren der Hansestädte, Künstler und Schriftsteller besuchten den Herzog auf Schloss Wiligrad. Das Schloss war zudem Ort zahlreicher Feierlichkeiten, wie dem Geburtstag der Herzogin am 28. Februar 1899. Die Gebäude der noch jungen Residenz in Wiligrad trugen aus diesem Anlass reichen Flaggenschmuck.
Als Präsident der Deutschen Kolonialgesellschaft lud der Herzog häufig politische Entscheidungsträger nach Wiligrad ein. Johann Albrecht galt als ausdrücklicher Unterstützer der expansiven Kolonialpolitik von Kaiser Wilhelm II. Als Vorsitzender der Deutschen Kolonialgesellschaft äußerte er bei der Sitzung des Kolonialrats am 28. Oktober 1895 sein Verständnis zu den Überlegungen der Deportation von Strafgefangenen nach Südwestafrika. Die Hausherrin war in dieser Zeit die Ehrenvorsitzende des Deutschen Frauenvereins vom Roten Kreuz für die Kolonien.
Am 1. Juni 1907 empfing der Herzog im Schloss Wiligrad eine Abordnung der Landes-Versammlung des Herzogtums Braunschweig unter Führung des Staatsministers von Otto, um in feierlicher Erklärung die Wahl zum Regenten des Herzogtums Braunschweig anzunehmen.
Herzogin zu Mecklenburg Elisabeth von Sachsen-Weimar-Eisenach verstarb an den Folgen einer schweren Nierenerkrankung am 10. Juli 1908 auf Schloss Wiligrad.
Am 15. Dezember 1909 vermählte sich der Herzog erneut, mit der Prinzessin Elisabeth zu Stolberg-Roßla, deren Hochzeitsreise von Schloss Wiligrad nach Ostasien führte.
In der Zeit bis zur Novemberrevolution 1918 war Schloss Wiligrad weiterhin ein Ort, der Gäste aus dem Hochadel Europas begrüßen durfte. So war 1915 der bulgarische König Ferdinand I. und sein Gefolge zu Gast in Wiligrad.
Am 8. November 1918 erfolgte die Anerkennung der von Sozialdemokraten getragenen Volksregierung durch Großherzog Friedrich Franz IV. Der Großherzog erklärte am 14. November 1918 seine Abdankung, womit die Monarchie in Mecklenburg endete.

### 1918–1945
Herzog Johann Albrecht zu Mecklenburg verstarb am Nachmittag des 16. Februar 1920 in dem von ihm erbauten Schloss zu Wiligrad. Wie der Verein für Mecklenburgische Geschichte und Altertumskunde im Juli 1921 in einem Nachruf schrieb, waren seine letzten Tage durch Schmerz und Bitterkeit getrübt. Er wurde im Familiengrabmal im Doberaner Münster an der Seite seiner ersten Frau beigesetzt.
Ab 1921 wurde in den unteren Räumlichkeiten des Schlosses ein Museum eingerichtet. In diesem waren Ausstellungsstücke zu sehen, die der Herzog von seinen Weltreisen und den Reisen in die deutschen Kolonialgebiete mitgebracht hatte. Unabhängig von der Nutzung als Museum bewohnte die herzogliche Familie weiterhin das Schloss Wiligrad.
Auf dem Schlossgelände, im ehemaligen Kavaliershaus, wurde ab 1922 die evangelische Bauernhochschule Wiligrad eingerichtet. Die zunächst von Kantor Schröder und dann von Jugendpastor Gottfried Holtz geleitet wurde. Der Erste Weltkrieg und seine Nachwirkungen machten es notwendig, Nachwuchs in den landwirtschaftlichen Berufen auszubilden. Die Schule bildete im späteren zeitlichen Verlauf auch Frauen aus. Bis 1932 hatte die Bauernschule ihren Standort in Wiligrad. In den 1930er Jahren wurde im jetzt als Waldhaus bezeichneten Gebäude ein Hospiz eingerichtet.
Nachdem Großherzog Friedrich Franz IV. 1919 aus dem dänischen Exil zurückgekehrt war, bewohnte er mit seiner Familie neben Jagdschloss Gelbensande und Schloss Ludwigslust zeitweise auch Schloss Wiligrad. Dort wuchs auch der letzte Erbgroßherzog Friedrich Franz Herzog zu Mecklenburg auf. Bereits vor der Machtergreifung der Nationalsozialisten pflegte dieser Kontakt zu Heinrich Himmler und anderen Persönlichkeiten der NSDAP, in der er seit Mai 1931 Parteimitglied war. Im Jahr 1935 wurde er in den Rang eines SS-Obersturmführers befördert.
Ab 1942 wurden Schloss Wiligrad und dessen Gewölbe für die Auslagerung von Archivgut genutzt, um dieses vor den alliierten Bombenangriffen zu schützen. Ein Großteil des Schlossinventars wurde bis 1945 ausgelagert.
Am 2. Mai 1945 erreichten amerikanische und englische Truppenteile Lübstorf und Schloss Wiligrad. Da es zu keinen Kriegshandlungen kam, blieben das Schloss und sein Umfeld unbeschädigt. Die herzogliche Familie war bereits im April in Richtung Schleswig-Holstein geflüchtet. Großherzog Friedrich Franz IV. und sein Sohn Christian Ludwig besuchten im Juni 1945 nochmals Schloss Wiligrad, nachdem das Gebiet nicht von der Roten Armee besetzt worden war. Es kam zu einem Zusammentreffen von Großherzog Friedrich Franz IV. und Generalmajor Colin Muir Barber, um eine Rückkehr der herzoglichen Familie zu erörtern.
Bis zum Kriegsende 1945 gehörte das Schloss Wiligrad zum Besitz des abgedankten Großherzogs und wurde von der in Schwerin ansässigen Großherzoglichen Vermögensverwaltung verwaltet. Im selben Jahr erfolgte die Enteignung der herzoglichen Familie.

### 1945–1990

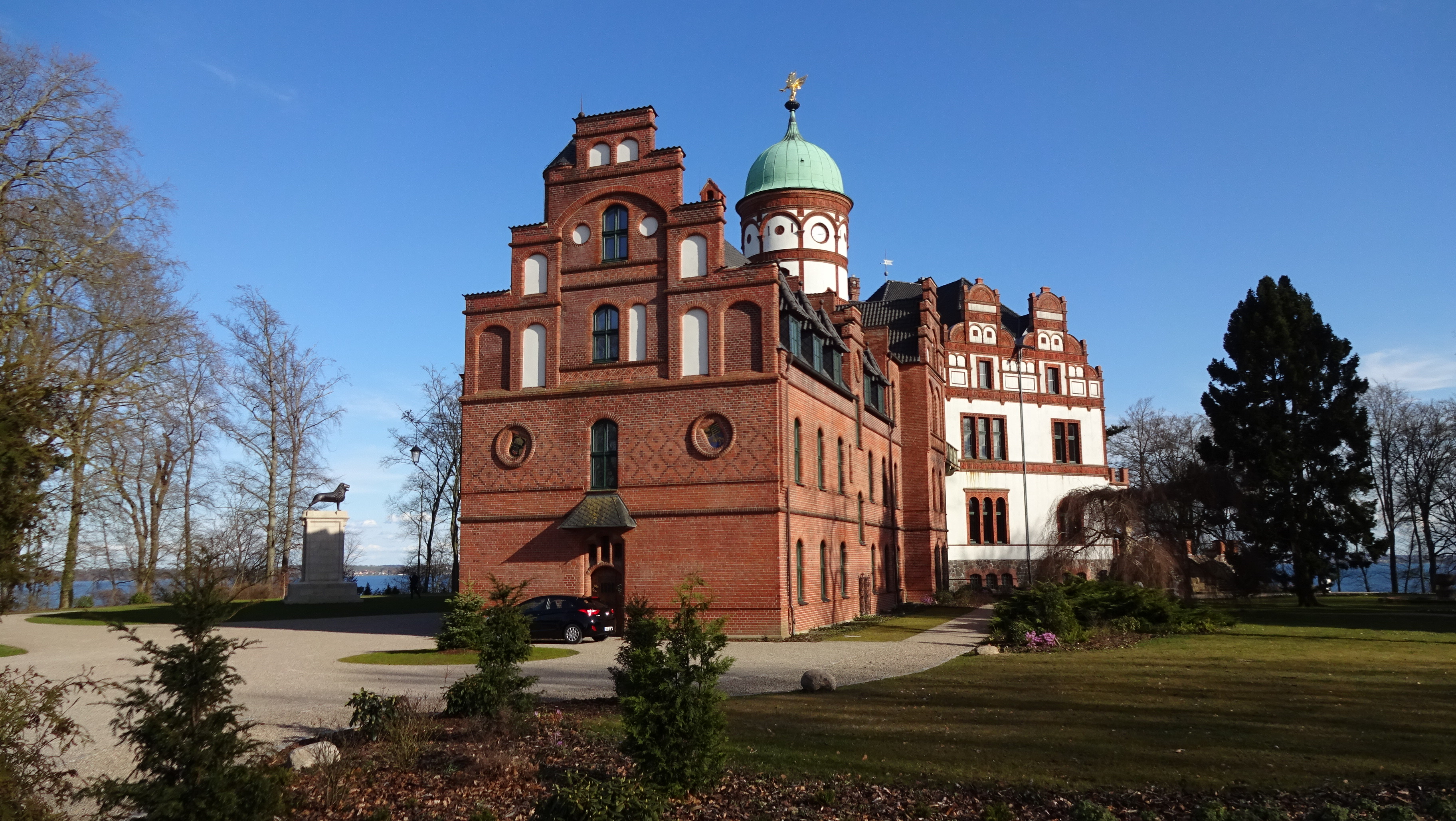
Schloss Wiligrad mit Löwendenkmal und Park, Ansicht vom Zufahrtsweg aus

1945, mit Ende des Zweiten Weltkrieges, wurde das Schloss Hauptquartier der 15. Schottischen Infanterie-Division unter Generalmajor Barber. Generalmajor Barber und Generalmajor Ljaschtschenko verhandelten am 20. Juni 1945 in Vollmacht ihrer Befehlshaber Montgomery und Rokossowski über den Grenzverlauf und den Gebietsaustausch zwischen der britischen und sowjetischen Besatzungszone. Das aus den Verhandlungen folgende Gadebuscher Abkommen wurde am 13. November 1945 in Gadebusch im „Goldenen Löwen“ unterzeichnet. Nach der Gebietsübergabe diente das Schlossgebäude der Roten Armee als Typhuslazarett, die Wirtschaftsgebäude hingegen als Flüchtlingsunterkünfte.
1947 wurde Schloss Wiligrad Standort der Landesparteischule der SED, in der bis zu 100 Schüler ihre Schulungen erhielten. In der Landesparteischule August-Bebel fanden auch die Landesdelegiertenkonferenzen der SED statt. In dieser frühen Nutzungsphase kam es im Kellergeschoss des Seitenflügels zu einem Brand, der im Eiskeller ausbrach. Es folgten polizeiliche und parteiinterne Untersuchungen.
Im Jahr 1951 kam es zur Enttarnung einer angeblich trotzkistisch agierenden Gruppe an der Schule, wie aus einem Bericht über die vermeintliche Bandentätigkeit vom 6. November 1951 hervorgeht.
Im Januar 1952 wurde von der SED-Landesleitung Mecklenburg eine Verlegung der Kreisparteischulen Wismar und Güstrow an die Landesparteischule Wiligrad erörtert. Diese Überlegungen erübrigten sich jedoch mit der Schließung der Parteischule. Im Anschluss wurde der Gebäudekomplex Wiligrad von der kasernierten Volkspolizei, dann Volkspolizei des Bezirkes Schwerin, als Schule und Ausbildungsstätte übernommen. Dieses erfolgte auch im Zusammenhang mit der Schaffung und der Strukturierung der Bezirke der DDR, als Folge der Auflösung des Landes Mecklenburg vom 25. Juli 1952. In der Wiligrader Schule der Volkspolizei erhielten auch Angehörige der 1. Kompanie der Transportpolizei aus Bad Kleinen ihre Ausbildung. 1978 erfolgte die Umstrukturierung mit der Schaffung der Weiterbildungseinrichtung der Bezirksdirektion der Volkspolizei. In diesem Zeitraum wurden zwei Waffen- und Munitionsbunker auf dem Schlossgelände errichtet, in denen die Waffen der VP-Bereitschaften lagerten. Gelände und die Räumlichkeiten wurden in den Sommerferien auch als Ferienlager für die Kinder der Volkspolizisten genutzt. Die Nutzung durch die Volkspolizei und des Ministeriums des Inneren der DDR endete im Oktober des Jahres 1990 mit der Wiedervereinigung.

### Seit 1990

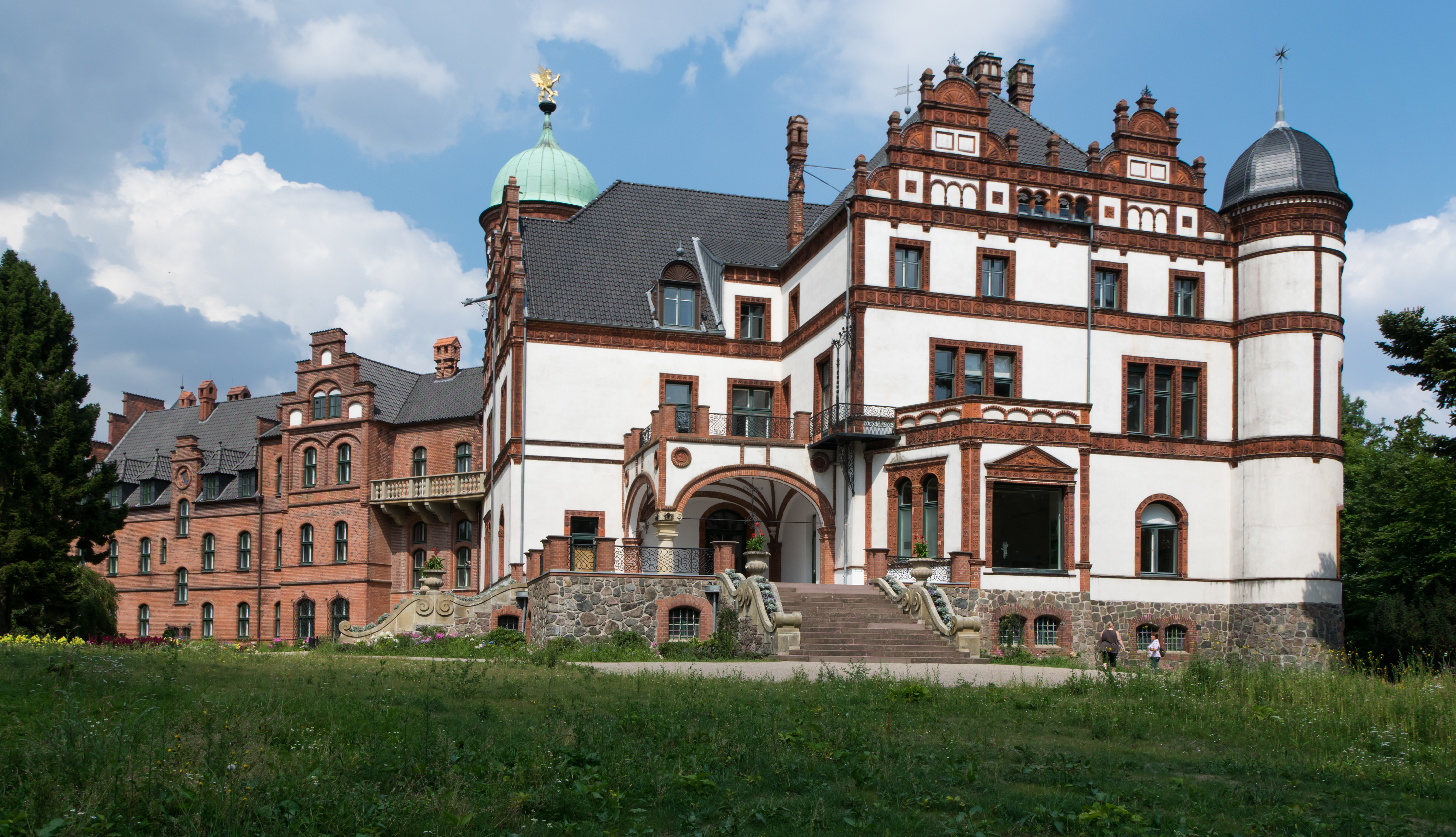
Südseite Schloss Wiligrad

Seit 1991 ist das Landesamt für Kultur und Denkmalpflege Mecklenburg-Vorpommern, Abteilung Landesarchäologie im Schloss ansässig.
Im Jahr 2003 übernahm die Verwaltung der staatlichen Schlösser und Gärten im Betrieb für Bau- und Liegenschaften Mecklenburg-Vorpommern die Betreuung und Verwaltung des Gebäudeensembles Wiligrad. Sie organisierte die Instandsetzungs- und Erhaltungsmaßnahmen und die schrittweise Wiederherstellung des ursprünglichen Landschaftsparks.
In die vorhandenen Munitionsbunker wurden von 1992 bis 2006 Exponate aus der Stein-Sammlung des früheren archäologischen Museums eingelagert, die zuvor im Schweriner Schloss gelagert worden waren. Die schlechte Lagerung führte zum Schimmelpilzbefall; die Exponate werden seit 2011 gereinigt und im zentralen Landesdepot erneut eingelagert. Die Ende der 1970er Jahre errichteten doppelstöckigen Bunker der Volkspolizei wurden 2014 abgebrochen. Der Großteil der nach 1945 errichteten Bauten sind mittlerweile entfernt worden.
Im Januar 2015 fand der Neuguss des Welfen-Löwen, der auch Braunschweiger Löwe genannt wird, seinen Platz vor dem Haupteingang des Schlosses. Die Nachbildung ersetzt nunmehr das 1950 entfernte Original.
Nach einem Vierteljahrhundert des Stillstandes wurde am 29. November 2016 die Turmuhr wieder in Betrieb genommen. Das Uhrwerk mit Schlagwerk war zuvor fachgerecht restauriert worden.

## Das Schloss

### Baubeschreibung

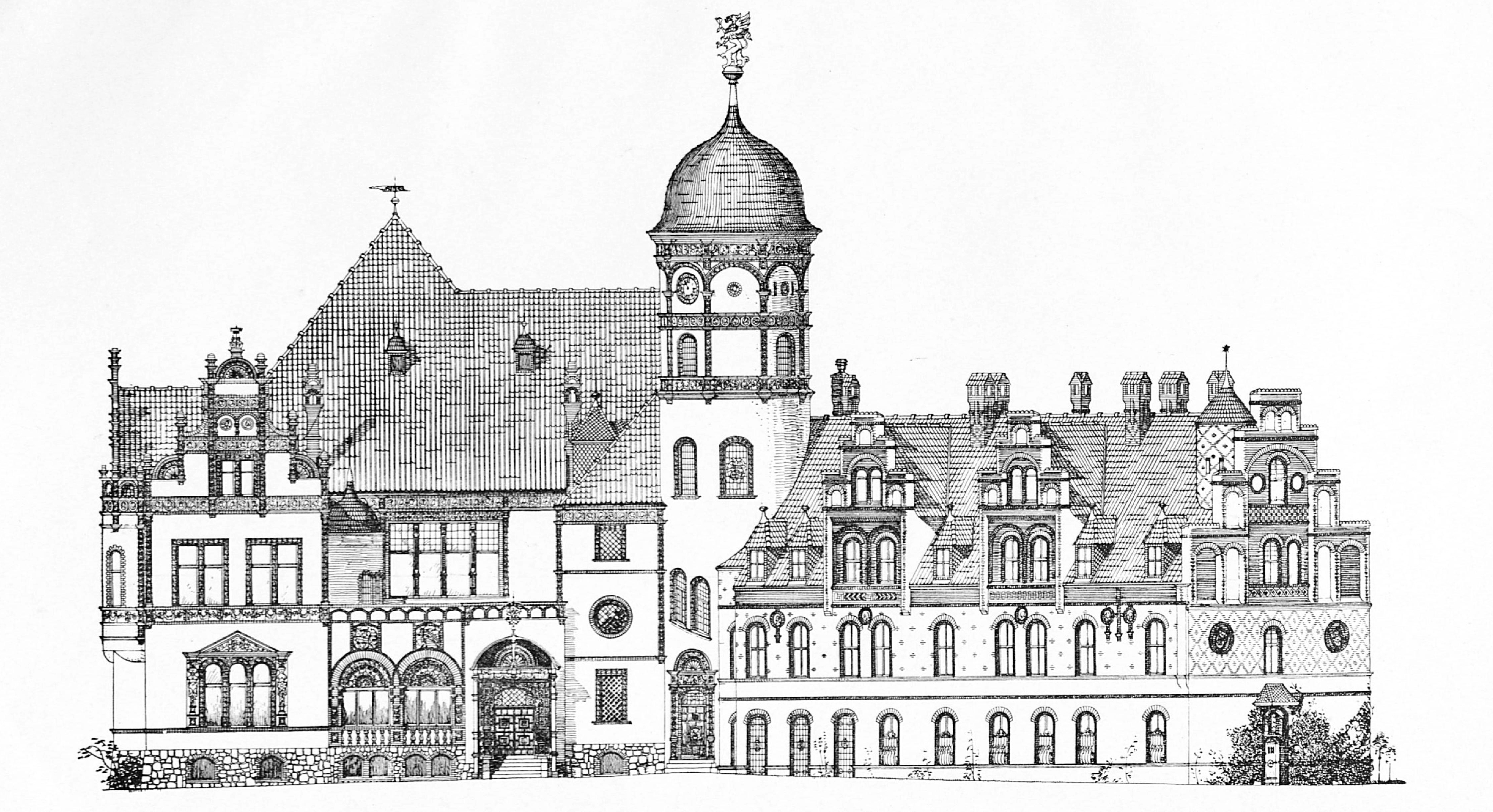
Nordseite Schloss Wiligrad

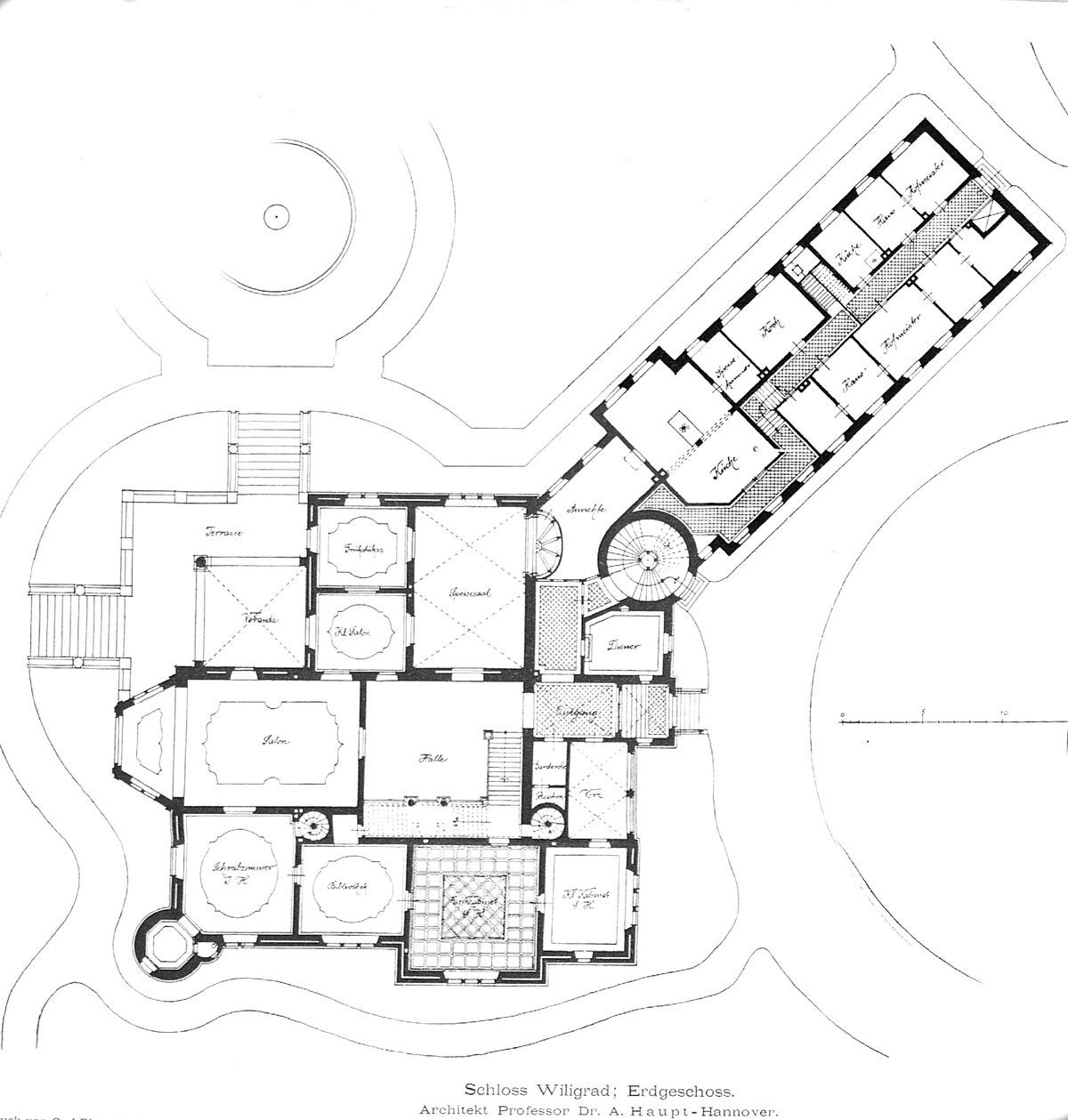
Grundriss Erdgeschoss, Haupt- und Seitenflügel

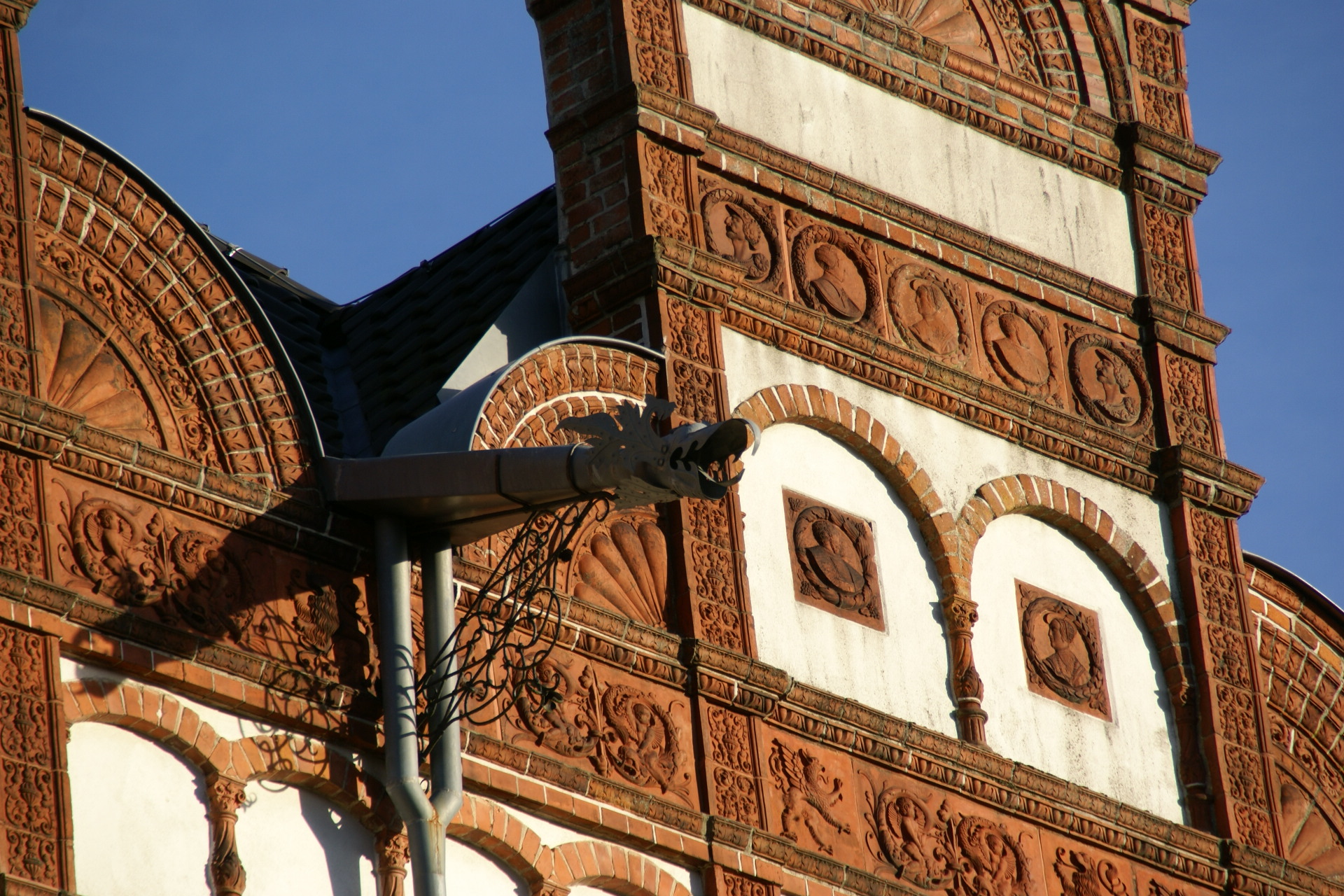
Halsgiebel mit Terrakottenschmuck und Wasserspeier

Die architektonische Gestaltung erfolgte in enger Abstimmung mit den Wünschen des Bauherrn. Im Baustil an den Johann-Albrecht-Stil erinnernd, der Mecklenburgischen Renaissance, welche sich auf die Regentschaft des Herzoges Johann Albrecht I. bezieht.

#### Äußere Baustruktur
Beim Schloss Wiligrad handelt es sich um eine Zweiflügelanlage mit einem Treppenturm im weit gespreizten Hofwinkel. Ähnliche Anlagen – allerdings mit einem Hofwinkel von 90° – wurden während der Renaissance-Zeit in Deutschland recht häufig errichtet.
Die 135°-Spreizung kommt bei einer Zweiflügelanlage in Deutschland nur in der Zeit des späteren Historismus vor. Das kaiserliche Schloss Friedrichshof in Kronberg/Taunus ist wohl das bekannteste Beispiel für einen Herrensitz mit dieser ungewöhnlichen Flügelspreizung.
Hinsichtlich seiner Baustruktur hat der Herzog das Schloss nach den Bauprinzipien englischer Herrenhäuser errichten lassen, daher auch die strikte Trennung zwischen Herrschaftsflügel und Wirtschaftsflügel. Vorbilder dürfte er im kaiserlichen Schloss Friedrichshof und im Palais Mendelssohn in Berlin-Grunewald gefunden haben. Architekt beider Villen war der kaiserliche Hofarchitekt Ernst von Ihne aus Berlin.

#### Fassadengestaltung
Eines der Merkmale englischer Herrensitze war auch das Verwenden unterschiedlicher Architekturstile (aufwendige Fassadengestaltung für den Herrschaftsflügel und eine schlichtere Fassadengestaltung für den Wirtschaftsflügel).
Terrakotta-Stil – am Herrschaftsflügel: Mecklenburgischer Terrakotta-Stil, auch als Johann-Albrecht-Terrakottastil bezeichnet, nur in Mecklenburg und nur an den herzoglichen Schlössern bzw. Herrenhäusern der herzoglichen Berater im Gebrauch, zwischen 1550 und 1600.
Backstein-Stil – am Wirtschaftsflügel: Backstein-Rohbauweise, Backsteinrenaissance an stadtbürgerlichen Repräsentationsbauten (Rathäuser, Handelshäuser), in ganz Norddeutschland in Gebrauch, zwischen Husum und Stralsund sowie zwischen Flensburg und Salzwedel.
Fast das gesamte Gebäudeensemble wurde im hochrepräsentativen Stil der Neorenaissance errichtet.
Grundsätzliche Merkmale der Renaissance-Architektur, wie sie auf Schloss Wiligrad realisiert worden sind:
- Querhäuser im Dachbereich (auch Zwerchhäuser genannt), die entgegen dem Hauptverlauf der Sattel-Dachfläche ausgerichtet.
- Strukturierung der Fassaden durch markante, waagerechte „Streifen“ (Friese und Gesims-Bänder, als Nachahmung quer über die Wand verlaufender Gebälkstrukturen oder zum Darstellen einer klaren Geschosstrennung).
- Strukturierung der Fassaden durch markante, senkrechte „Streifen“ (Lisenen ohne und Pilaster mit Fuß- und Kopfteil, als Nachahmung vertikaler Säulenanordnungen vor der Bauwerksfassade).
- Anordnung von markanten „Streifen“ an den Gebäudekanten (Eck-Lisenen), um diese besonders hervorzuheben.
- Markante Verblendungen für Fenster-Laibungen und -Gewände.
- Besonders aufwendige Giebelgestaltung sowohl am „Terrakottaflügel“ als auch am „Backsteinflügel“ des Schlosses.
- jedoch wird am Terrakotta-Flügel auch dessen äußere Form aufwendig mit Rundbögen nebst Fächerrosetten und Steinfiguren gestaltet, wohingegen am Backstein-Flügel die sehr einfache Treppengiebel- bzw. Staffelgiebel-Form der Gotik fortbesteht.

Ein wichtiges Merkmal der deutschen oder nordischen Renaissance gegenüber der italienischen bzw. französischen Renaissance aus der Zeit von 1500 bis 1650 war die Wahl von asymmetrischen Grundrissen und Fassaden. Auch Schloss Wiligrad wurde als Bauwerk der deutschen Neorenaissance im Grundriss und in den Fassaden komplett asymmetrisch geplant und gebaut.

#### Innere Baustruktur Hauptflügel

Herrschaftsflügel, Grundriss Erdgeschoss, U-förmige Raumanordnung

Schloss Wiligrad besitzt im Zentrum des Hauptflügels eine zweigeschossige Halle mit eingebauter Repräsentationstreppe.
Zentral im Hauptflügel befindet sich die zweigeschossige Treppenhalle, um die herum im Erdgeschoss alle anderen repräsentativen Räume des Hauses in U-Form angeordnet sind (Gesellschaftsräume, Wohnräume und der Arbeits- und Repräsentationstrakt des Hausherren). Das Treppenhallen-Obergeschoss (mit gleichfalls U-förmiger Anordnung der weiteren Wohnräume – wie Schlafzimmer, Ankleidezimmer, Sanitärräume) wird durch eine Galerie erschlossen, zu der vom Erdgeschoss aus eine Repräsentationstreppe nach oben führt. Die jeweilige Raumanordnung im Erdgeschoss und Obergeschoss wird auf den nebenstehenden Grundrissen im Detail dargestellt.
Die Galerie befindet sich nicht innerhalb der Erdgeschoss-Grundfläche der Treppenhalle und wird nicht von Wandkonsolen abgestützt oder von Säulen getragen – wie bei anderen Villenbauten aus der Zeit des späten Historismus. Die Galerie wurde nach außen verlegt, sie verläuft auf den Deckenbalken der zur Halle benachbarten Erdgeschossräume und ist im Hallenquerschnitt als nach außen geführte Abstufung des Zentralraumes zu erkennen.
Eine derartige Bauweise für zweigeschossige, herrschaftliche Treppenhallen kam im Deutschen Reich wegen der enormen, anteiligen Baukosten für die Treppenhalle nur bei den aufwendigsten Villen- und Schlossbau-Vorhaben zur Ausführung.
Das herzogliche Schloss Wiligrad verfügte über die höchste historistische Treppenhalle ihrer Bauart (Galeriegänge auf den Deckenbalken der benachbarten Erdgeschossräume aufgelagert) im wilhelminischen Kaiserreich.

#### Bauliche Merkmale
Das Schloss besteht aus dem Hauptgebäude, den Herrschaften zugedacht, und dem schräg angesetzten Flügel, in dem sich die Wirtschaftsräume und Fremdenzimmer befanden. Weitere Gebäude fanden im umliegenden Wald ihren Platz.
Der Hauptbau hat eine Raumfläche von 909 m², der Seitenflügel eine Fläche von 303 m². Die reinen Baukosten beliefen sich auf 430.000 Mark. Mit der Bauausführung wurden die späteren Hofmaurermeister Franz und Friedrich Nieske betraut.
Für den Schlossneubau und den Bau der Wirtschaftsgebäude wurden die Verblendziegel von der Großherzoglichen Kunstziegelei in Kläterberg geliefert.
Die Gebäudeflügel und die Wirtschaftsgebäude wurden zumeist aus rotem Backstein errichtet. Neben alten Motiven im Mauerverband, treten auch geputzte Blendnischen in Erscheinung, welche in Kombination mit Figuren-Medallions in Terrakotta gefertigt wurden; hier sind auch die mecklenburgischen Wappen anzumerken. In den Terrakotta-Medaillons sind Porträts der herzoglichen Familie zu sehen. Im Seitenflügel wurde verschiedenfarbige Ziegelverblendung verwendet, um das Rautenmuster als Schmuckelement in die Fassade einzuarbeiten.
Am Baukörper finden sich die verschiedensten Stilformen. Hier sind die Pilasterordnungen mit Gebälken und Gesimsen anzumerken. Fenster und Türumrahmungen in Terrakotta schmuckvoll gefertigt, welche von alten Bruchstücken historischer Bauten abgeformt wurden. Bemerkenswert sind die runden auskragenden Erker der Westseite, welche den Giebel flankieren.
Am Gebäude finden sich außerdem vegetabile Schmuckelemente in Form von Akanthusornament, Laubfries und Kartuschen. Auch Muschelausfüllungen der Giebel und Bekrönung sind Bestandteil der Architektur des Gebäudes.
Ein auf Konsolen ruhender Balkon befindet sich zudem am Obergeschoss des Seitenflügels, das Fremdenzimmer auf der Ostseite flankierend, welcher mit einer steinernen Balustrade ausgestattet ist.
Die schmuckvolle Zugangstür auf der Giebelseite des Seitenflügels ist mit verzierten Beschlägen und ornamentalen Schnitzwerk versehen. Auf dem Türblatt sind das Mecklenburger Landeswappen und das sächsische Landeswappen aufgebracht, welche die kleinen rundbogigen Öffnungen der Tür flankieren. Das sächsische Wappen steht für die damalige Hausherrin Herzogin Elisabeth, in Anlehnung an ihre Herkunft aus dem Hause Sachsen-Weimar-Eisenach.
Bemerkenswert ist der große Turm, in seiner Funktion als Wasserturm genutzt. Im großen Turm findet sich auch die Turmuhr mit dem Schlagwerk und ihren zwei Glocken. Die Türme sind mit geschweiften Turmhauben ausgestattet. Der größere, mit Kupfer bedeckt, wird von einem prächtigen goldenen Greif bekrönt. An dessen Restaurierung, die mit dem Wiederaufstellen im Dezember 2006 abgeschlossen wurde, war der Kunst- und Kupferschmied Peter Trappen beteiligt. Der kleinere Eckturm, mit Schieferschindeln bedeckt, ist mit einem Morgenstern bekrönt.
Weißer Hauptflügel, der rote Seitenflügel aus Backstein und das schwarze Dach stehen symbolisch für die Reichsfarben des 1871 gegründeten Deutschen Kaiserreiches.
Eine ausladende Terrassenanlage hinter den Wohnräumlichkeiten ermöglicht den Zugang zur Gartenanlage. Hier sind auch die Treppen der Süd- und Ostseite anzumerken, die mit ihren steinernen volutierenden Brüstungen, die bepflanzt sind, ein schmuckvolles Bild bieten. Mittig der absteigenden Brüstung ruhen beidseitig auf einem Sockel große Steinvasen, welche gleichfalls bepflanzt sind.

### Bauhistorische Vorlagen

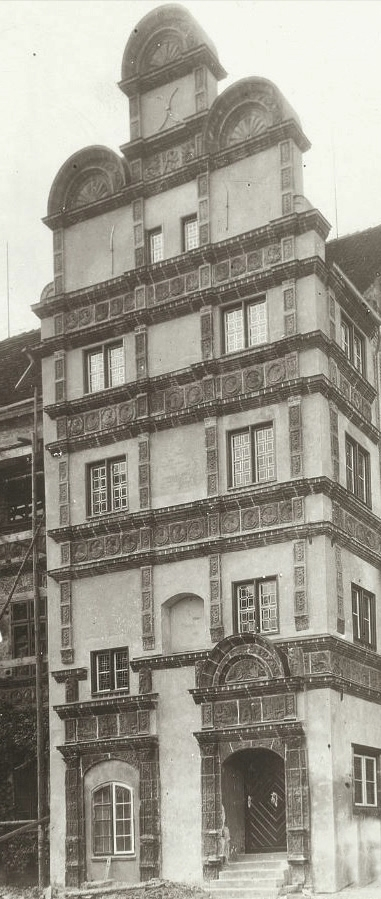
Schloss Gadebusch

Für den Schlossneubau nahmen sich Bauherr und Architekt historische Vorbilder, die hauptsächlich vom Renaissancestil geprägt waren.
Dem Stil der Frührenaissance folgend, üppige Laubfriese und reichhaltiges Akanthus-Ornament auf allen Flächen und Gebäudegliedern. Verwendung von Terrakotta in Tür- und Fensterumrandungen. Giebel und Bekrönung in runder Ausführung, in welchen sich Muschelausfüllungen finden. In der Zusammenfassung an die italienische Renaissance anlehnend.
Die Eigenheiten in der stilistischen Ausprägung in Mecklenburg rühren von der Übergangsphase der Ornamentik ins Kartuschewesen. Auch stilistische Elemente der flandrischen Renaissance finden sich, hier sind die Bauwerke Cornelius Floris anzumerken.
Das Zusammenspiel dieser Merkmale prägen den Johann-Albrecht-Stil, der den Schlossneubau in Wiligrad maßgeblich prägte. Architekt Haupt brachte seine Erfahrungen aus dem Umbau des Gutshauses Basedow, auch als Schloss Basedow bezeichnet, mit in die Bauplanung des Wiligrader Baues ein. Markante Merkmale sind auch dort die Giebelbekrönungen und die Verwendungen von Terrakotta für Fenster und Türumrahmungen, entlehnt dem Johann-Albrecht-Stil des 16. Jahrhunderts. Auch der Kontrast zwischen dem Rot der Fassadenelemente und der Giebelelemente aus Terrakotta und dem Weiß der geputzten Flächen ist bemerkenswert, erwähnenswert sind auch die Stufengiebel.
Diese Gebäude dienten als Vorlagen:
- Schloss zu Gadebusch, erbaut im Johann-Albrecht-Stil, Terrakotta Verzierungen in Form von Umrahmungen und Giebelbekrönung.
- Fürstenhof zu Wismar, vorhandene Bestandteile der Terrakotta-Baukunst am Gebäude dienten als Vorlage, insbesondere Übernahme des Portals zum Turm in Terrakotta.
- Schloss Basedow, Architekt Haupt, Stilelemente im Johann-Albrecht-Stil, Umbau des Herrenhauses und Wiedererrichtung Südflügel Herrenhaus Basedow.[43]
- Schloss zu Freyenstein in der Prignitz, Turm-Architektur mit einem Morgenstern als Turmspitze, Terrakotten der Außenfassade.
- Schloss Schwerin, Giebelbekrönung, Terrakotta Medaillons der alten Schaufassade aus dem 16. Jahrhundert, insbesondere der Gartenfront des Ostflügels.

### Innenausstattung

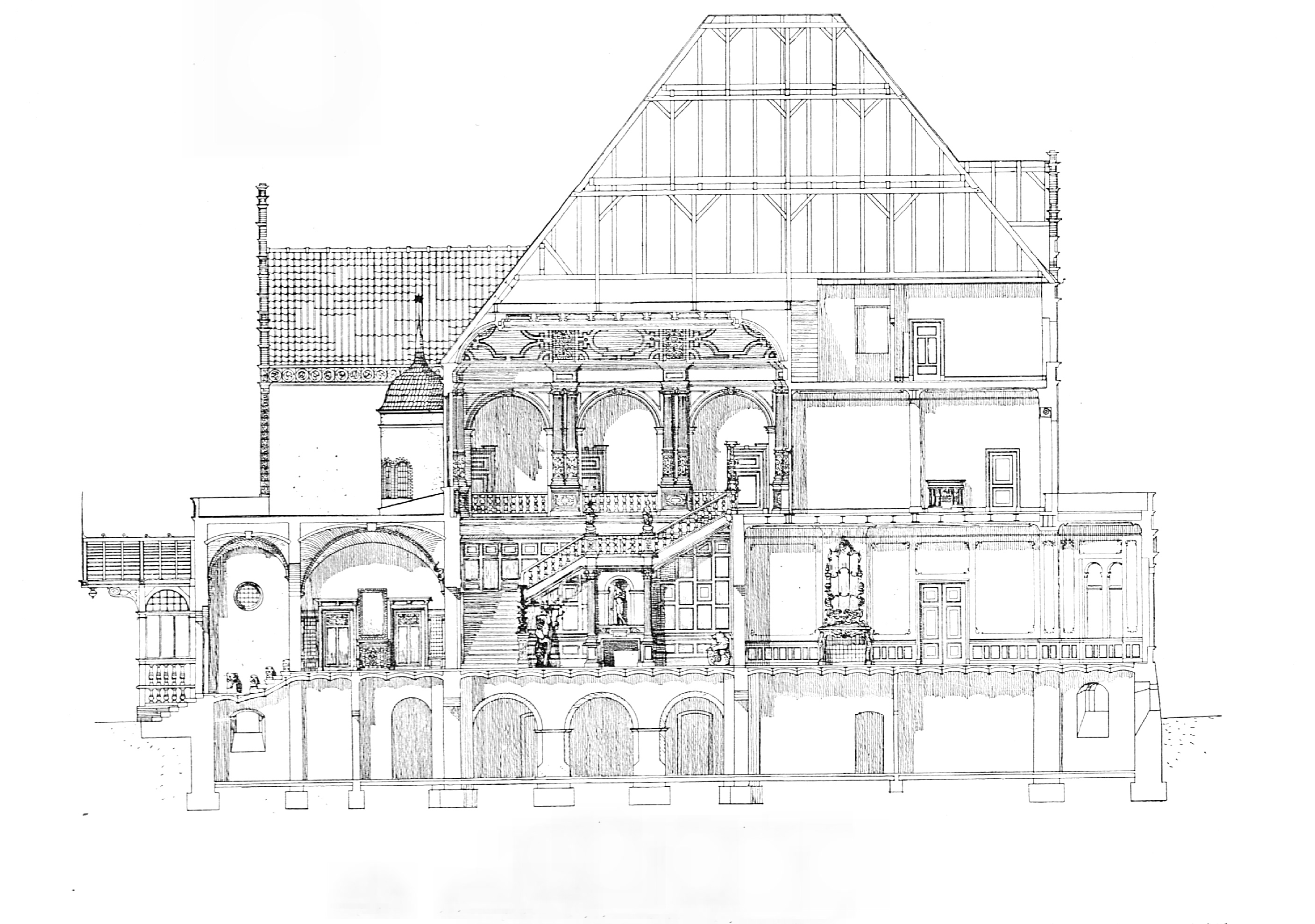
Querschnitt Hauptflügel

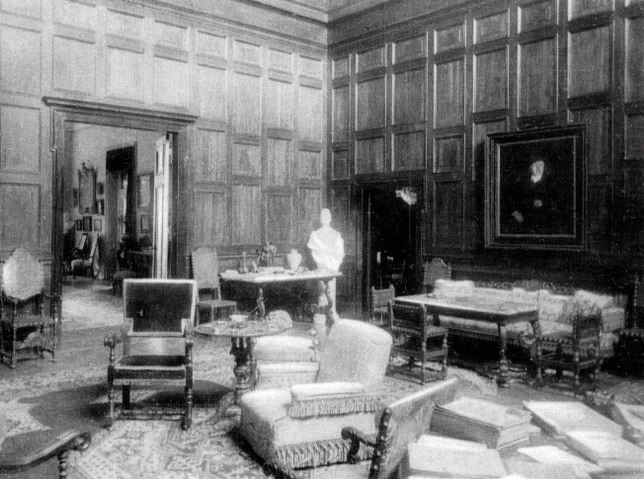
Schreibzimmer, links Durchgang zum Großen Salon, rechts Zugang zur Treppe ins Schlafzimmer, an der Wand ein Porträt von Otto von Bismarck

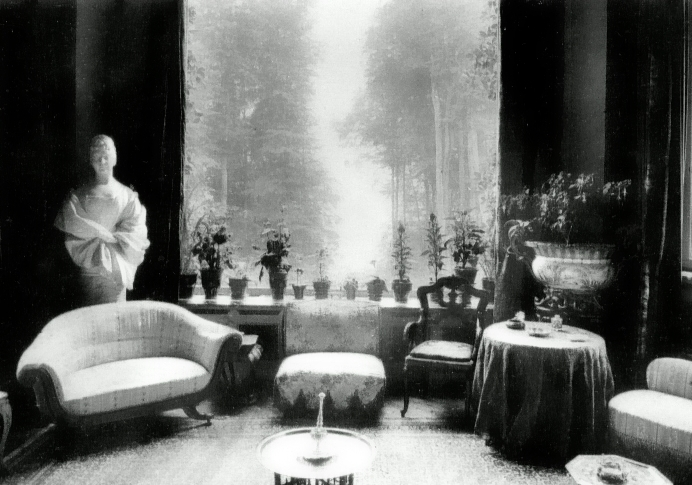
Großer Salon, Panoramaaussicht, Sichtachse zum Schweriner See, ausgerichtet am Hauptturm des Schweriner Schlosses

Von der Vorhalle des Haupthauses ausgehend, gelangt man in die zentrale, zweigeschossige Treppenhalle. Ebenfalls ist der Zugang zum Seitenflügel mit den Wirtschafts-Räumlichkeiten über die mit Schnitzwerk verzierte Seitentür möglich.
Ein besonderes Merkmal ist die zweigeschossige Halle, die an der Decke mit ornamentalem Stuckwerk verziert wurde. Diese befindet sich im Haupt- bzw. Herrschaftsflügel, von diesem Bereich aus erschließen sich alle repräsentativen Räumlichkeiten desselben. Die Seitenwände sind mit hoher Holztäfelung versehen, welche aus edlem rotem Holz indischer Herkunft gefertigt wurde. Hier ist auch die kassettierte Holzdecke anzumerken, die gleichfalls aus edlem Holz gefertigt wurde. Über die repräsentative einläufige Treppe mit Balustrade gelangt man zur umlaufenden Galerie, welche durch Pilaster und Rundbögen gegliedert wird. Unter der Treppe, flankiert von den hölzernen Säulen, findet sich ein aus grauem Marmor errichteter Kamin. Über dem Kamin in einer Nische stand die Statue eines Jünglings. Die hölzernen kannelierten Säulen mit korinthischen Kapitellen tragen gleichzeitig das Gebälk der Treppe.
Neben der Halle, östlich gelegen, findet sich das mit Kreuzgewölben versehene Speisezimmer. Über das Speisezimmer gelangt man in das vormalige Frühstückszimmer und das japanische Teezimmer. Bemerkenswert sind hier die Einlegearbeiten mit asiatisch vegetabilischen und figürlichen Darstellungen, welche die Türen des Teezimmers schmücken. Im eingewölbten Speisezimmer befand sich eine Büffetnische und eine Silbernische. Hinter der Silbernische hatte die schmuckvolle Anrichte ihren Platz.
Das Große Kabinett des Herzogs war mit einer hölzernen Kassettendecke ausgestattet, deren stilistische Prägung sich an den im Güstrower Schloss vorhandenen vergleichbaren Deckenelementen orientierte. Hier finden sich auch in der Paneele eingearbeitete Runen Ornamente. Der große steinerne Kamin ist ebenfalls Bestandteil der schmuckvollen Ausstattung des Kabinettes. Von diesem Raum aus konnte man in die Bibliothek, in das Kleine Kabinett und über eine niedrige Schlupftür in die zweigeschossige Halle gelangen. Die Bibliothek hatte ihr berühmtes Vorbild in dem erzbischöflichen Palais zu Straßburg. In dieser sind noch die verglasten Bücherschränke vorhanden, die umlaufend im Raum angeordnet sind.
Nebenliegend das Schreibzimmer der Herzogin, ebenfalls mit Holzpaneele ausgekleidet. An den Wänden Ölgemälde von Persönlichkeiten der deutschen Zeitgeschichte. Im Raum fanden sich Möbel aus edlen Hölzern, bemerkenswert waren die Tische mit ihren Marmorauflagen. Von diesem Raum aus konnte man in die Bibliothek als auch in den Salon gelangen.
Bemerkenswert ist der Salon, mit seinem Panoramafenster im polygonalen Vorbau, welches einen direkten Blick auf den See ermöglicht. Die Einrichtung bestehend aus Brokat bezogenen Möbel und hochwertigen Holzeinbauten. Erwähnenswert ist die Porträtbüste von Herzogin Elisabeth von Sachsen-Weimar-Eisenach, diese flankierte das Panoramafenster linksseitig. Es handelte sich um eine Auftragsarbeit, geschaffen vom Bildhauer Joseph von Kopf.
Bei Betrachtung der Fußböden sind die glasierten Fußbodenplatten zu bemerken, die stilistisch an alte spanische Azulejos erinnern, welche sich ausgezeichnet in das historisierende Gesamtbild eingliedern. In den weiteren Räumlichkeiten ist hochwertiger, im Fischgrätenmuster verlegter, Parkettboden verarbeitet. Diese Musterung bietet einen interessanten Hell-Dunkel-Kontrast in den repräsentativen Räumlichkeiten.
Ein besonderer Bestandteil des Schlosses Wiligrad ist die Schatz- und Silberkammer – über dem Dienerzimmer im Hauptgebäude – welche die herzoglichen Juwelen sicher beherbergte. In der oberen Tresorkammer lagerten die Juwelen, während in der unteren Kammer das Tafelsilber des Hauses aufbewahrt wurde. Die Kammern waren zum Brandschutz mit Blech ausgekleidet worden.
Das Obergeschoss des Seitenflügels war den Gästen vorbehalten. Im Reisebericht von Marie von Bunsen, sie besuchte Schloss Wiligrad im August 1915, wird die Einrichtung der Fremdenzimmer auf der Ostseite des Obergeschosses beschrieben. So beschreibt sie die Wandvertäfelung, die aus Zitronenholz angefertigt wurde und aus einem Potsdamer Prinzgemach des 18. Jahrhunderts stammte. Als Möblierung fanden sich brokatbezogene Möbel aus derselben Zeitepoche.
Haupt- und Seitenflügel besitzen unterschiedliche Höhenverhältnisse. Diese Unterschiede werden durch die Podeste der Wendeltreppe ausgeglichen. Dass die Treppe umgebende Treppenhaus ist im Stil der süddeutschen Spindeltreppen aus Weser-Sandstein erbaut. An den inneren Säulen der Spindeltreppe sind Wappenschilder mit dem Greif, dem Stierkopf und dem sächsischen Rautenkranz aufgehängt.
Die Wirtschafts-Räumlichkeiten des Schlosses befanden sich im Keller, im Tiefparterre und im Erdgeschoss des Seiten- bzw. Wirtschaftsflügels – aber auch im Kellergeschoss des Hauptflügels. Dort lag unterhalb des Schreibzimmers und der Bibliothek auch der Weinkeller mit seinen zwei Räumen. Direkt neben dem Weinkeller mündete die schmale Dienertreppe, welche die Repräsentationsräume des Erdgeschosses und die Privaträume des Obergeschosses mit der Kellerebene verband. Angrenzend hatte auch die Dienerschaft ihre Räumlichkeiten. Die Schlossküche lag im Tiefparterre des Wirtschaftsflügels, der Lagerraum für das Eis befand sich daneben im Tief-Keller. Die Räume des Haushofmeisters hatte man im Erdgeschoss des Wirtschaftsflügels angeordnet. Sie waren vom Hofgelände aus – über die Giebeltür des Wirtschaftsflügels – gut zu erreichen. Die Haustechnikräume sind ebenfalls zu nennen, wie den Pumpenraum für den Brunnen, der im Keller gegraben wurde.
Auf der Hofseite (Richtung Nordosten) des Dachgeschosses vom Wirtschaftsflügel waren weitere Fremdenzimmer für Gäste des Hauses (bzw. für deren Personal) eingerichtet. Auf der Parkseite (Richtung Südwesten) befand sich das Appartement der Hofdame, bestehend aus dem Salon, dem „Cabinet“, ihrem Schlafzimmer sowie Bad und Garderobe. Damit für die drei Hauptzimmer eine angemessen Raumhöhe erreicht werden konnte, hatte der Herzog das Dach des Wirtschaftsflügels über diesen drei Räumen mit einer ziemlich geringen Neigung ausführen lassen. Im Bereich von Bad und Garderobe wurde die allgemeine Dachneigung des Wirtschaftsflügels realisiert, wodurch dort Dachgauben eingebaut werden mussten – so, wie an den benachbarten Fremdenzimmern für das Dienstpersonal der hochherrschaftlichen Besucher.
Zu nennen ist auch der große Turm, mit seinem Wasserreservoir, welches die Wasserversorgung des Schlosses sicherte und im Brandfall dem Feuerschutz diente. Befüllt wurde das Reservoir aus einem Brunnen, der im Keller angelegt war. Mittels elektrischer Pumpe wurde das Wasser ins Wasserreservoir des Turmes gepumpt. So war im Schloss der aus der Schwerkraft resultierende Wasserdruck immer gleichmäßig vorhanden.
Durch den Einbau eines Wasserbehälters in der Turm-Kuppel war dieses Bauwerk nicht zu Aussichtszwecken nutzbar.
Im Turm befindet sich zudem eine Turmuhr (Großuhr) mit Schlagwerk, die 1897 in der Großuhrenfabrik von F. A. Beyes in Heidelberg gebaut wurde. Zum Schlagwerk gehören zwei Bronzeglocken, die die Viertelstunde und die volle Stunde verkünden. Das ursprünglich mit Handaufzug betriebene Uhrwerk wird seit seiner Restaurierung elektrisch betrieben.

## Nebengebäude
Die Wirtschaftsgebäude sind wie das Hauptgebäude im Stil der norddeutschen Backsteinrenaissance errichtet. An diesen Gebäuden wirkt der Staffelgiebel, der aus der Zeit der Gotik stammt, besonders markant.
Zu den Nebengebäuden gehörten das Maschinenhaus, der Marstall, das nebenliegende Stallgebäude für die Pferde der Gäste und das Wagenhaus gegenüber dem Marstall. Im Wagenhaus waren die herzoglichen Kutschen untergebracht, später die Automobile des herzoglichen Fuhrparkes. Erwähnenswert sind zudem das Kavaliershaus, das Wohnhaus der Schlossangestellten und die Gärtnerei mit ihren Gewächshäusern.
Für den Bau der Stallungen beliefen sich die reinen Baukosten bei einer Raumfläche von 811 m² auf 84.000 Mark. Die Errichtung des Maschinenhauses mit einer Raumfläche von 112 m²
kostete 41.000 Mark, inklusive des Schornsteins und des angelegten Heizungstunnels.

### Marstall

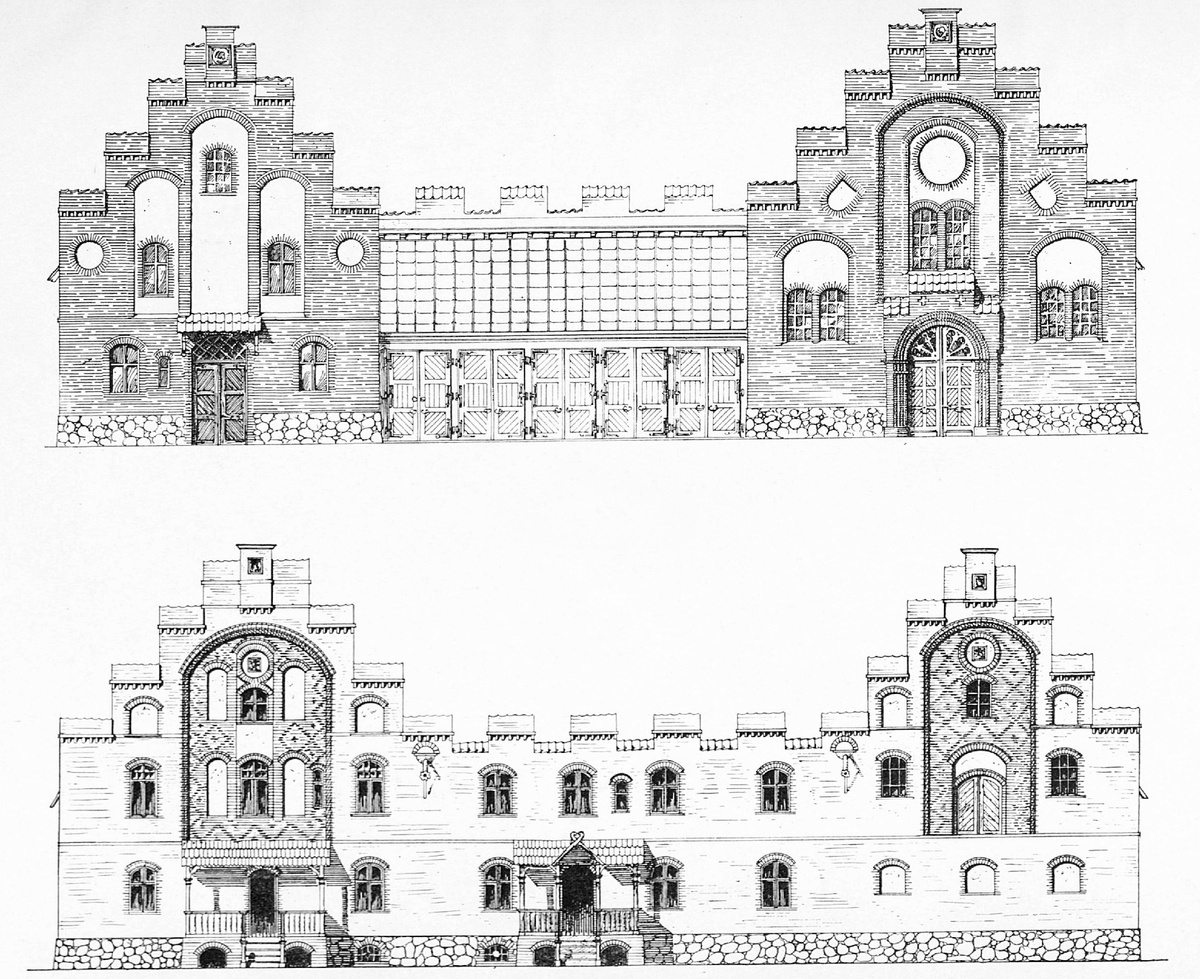
Marstall Wiligrad

Der zweiflügelige Marstall mit Verbindungsbau, im U-förmigen Grundriss, ist ein Gebäude im Stil der Backsteinrenaissance mit einem aus behauenen Feldsteinen errichteten Sockel. Auch hier findet sich der für die Wirtschaftsgebäude des Schlosses typische Staffelgiebel aus gotischer Zeit. Blendnischen als Schmuckelement sind auch hier eingearbeitet. In diesem Gebäude war neben den Stallungen auch eine Reitbahn untergebracht. Im Verbindungsbau befanden sich vier Zimmer nebst zweier Küchen die zu den Kutscherwohnungen gehörten. Die Wagenwäsche war im Innenhof eingerichtet. Gegenüberliegend des Marstalles das Gerätehaus bzw. das Fahrzeughaus, auch als Remise bezeichnet.
Die Fuhrwerke für Schloss Wiligrad wurden vom großherzoglichen Marstall Schwerin bereitgestellt.

### Kavaliershaus

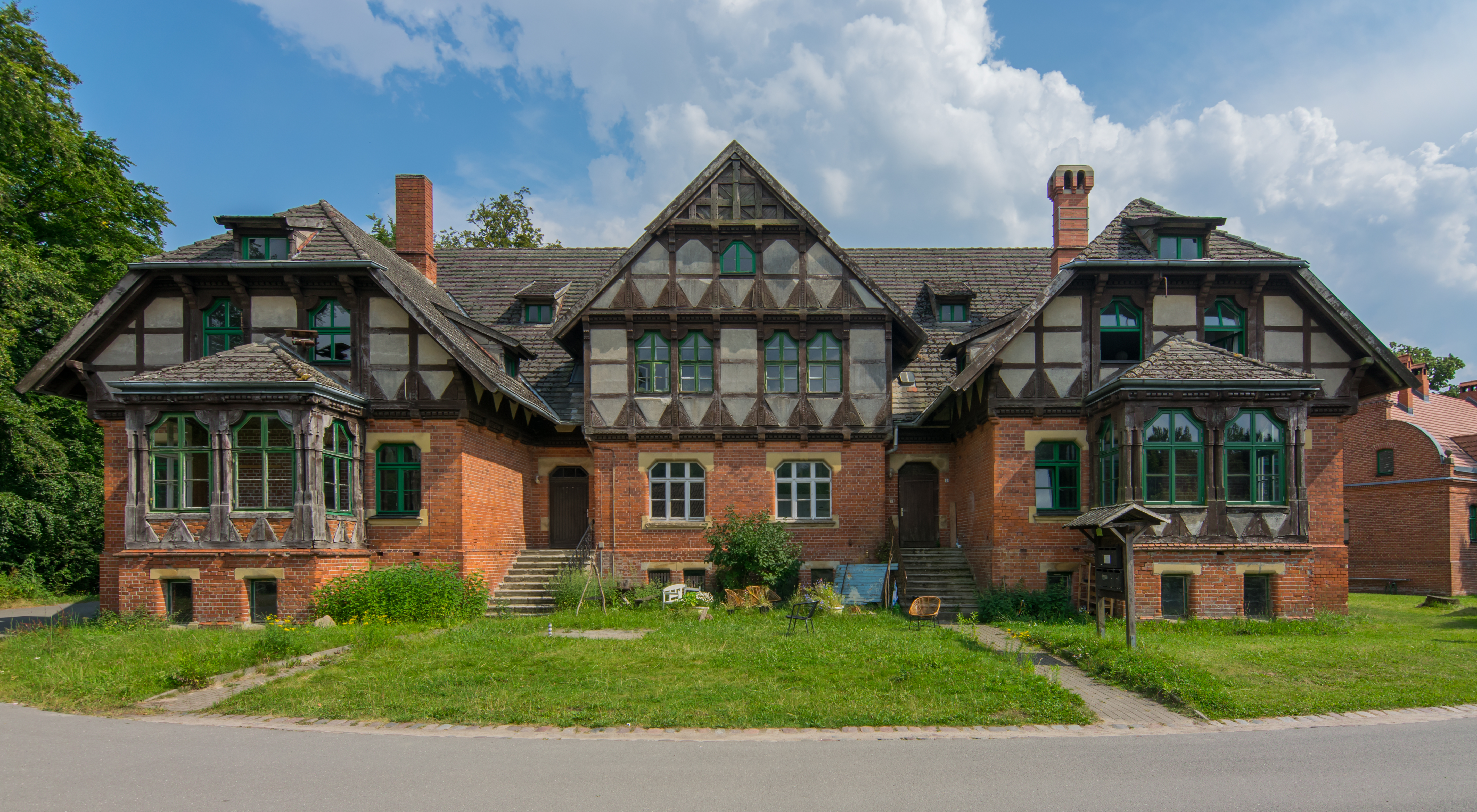
Kavaliershaus, später auch als Waldhaus bezeichnet

Das Kavaliershaus Wiligrad ist ein Backsteinbau in Kombination mit Fachwerk. Im Ober- und Dachgeschoss findet sich Fachwerk mit geputzten Ausfachungen, während der Sockel und das Erdgeschoss in neuzeitlicher Gestaltung aus Backstein errichtet wurden. Die Erker an beiden Gebäudelängsseiten sind vollständig aus Holz gefertigt. Die Bauweise des Obergeschosses erinnert an niedersächsische Fachwerkbauten aus der Renaissancezeit, zumal die niedersächsische Ständerbauweise mit Winkelholzverstrebungen und darauf aufgebrachten Fächerrosetten sowie Zahnschnittleisten an den Füllhölzern zu finden sind. Auch der Einsatz von hölzernen Gardinenbogen-Fenstersturz-Teilen an den Fachwerkfenstern und die Verwendung hölzerner Giebeldreiecke (Artländer-Knaggen-Giebel) deuten auf starke, bauliche Anregung aus dem niedersächsischen Raum hin. Der bauplanerische Entwurf wird dem Architekten Ludwig Winter zugeschrieben. Im Haus wohnte bis Ende 1918 der herzogliche Sekretär Johann Passow mit seiner Frau und seinen beiden Töchtern. Nach 1920 wird dieses Gebäude auch als Waldhaus bezeichnet.
Im Frühjahr 2015 wurde das vermutlich im Jahr 1868 angefertigte Architekturmodell des Kavalierhauses aufgefunden.

### Maschinenhaus

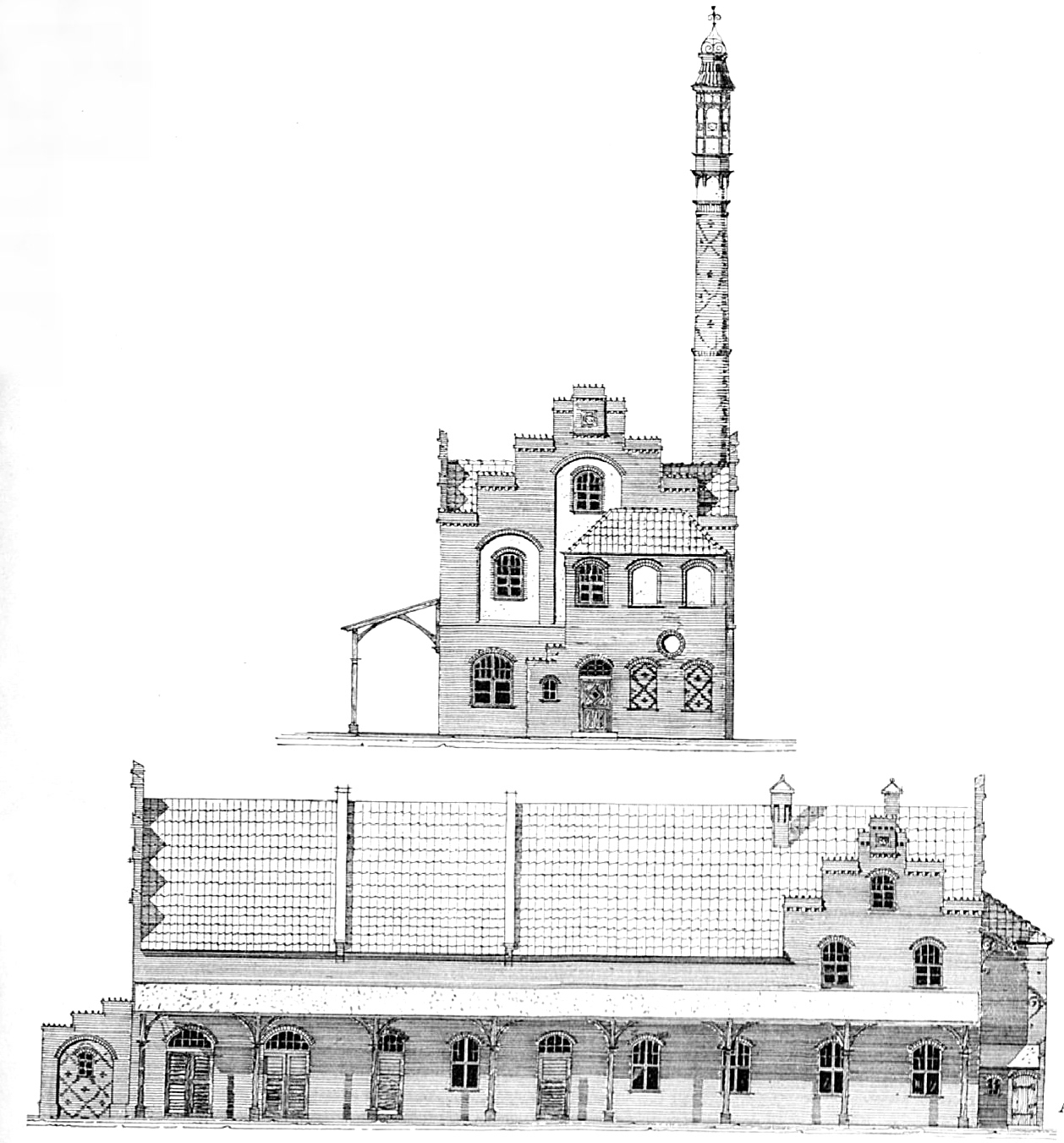
Das Maschinenhaus

Im Maschinenhaus (Kesselraum an der nördlichen Giebelseite) waren die Hochdruck-Dampfkessel für die Stromerzeugung, die Krafterzeugung (zum Maschinen-Betrieb der Dampfwäscherei) und für die Zentralbeheizung des Herrschaftsflügels (Haupthaus) untergebracht. Die Dampfmaschinen für die Stromerzeugung bzw. für die Krafterzeugung und der Gleichstrom-Generator standen in einem separaten Raum direkt neben dem Kesselraum. Unmittelbar darüber war im Obergeschoss die Akkumulatoren-Anlage stationiert – auf dem Dachfirst dieses Raumes befindet sich auch heute noch ein Dachreiter mit Lüftungslamellen. Im Kopf-Bau des Obergeschosses wohnte der Maschinenwärter. Die bis zum endgültigen Überland-Stromanschluss von Wiligrad (Ende der 1920er Jahre) mittels Dampfkraft betriebene Wäscherei war ein Beispiel für die damalige moderne Infrastruktur des Schlosses.
Bemerkenswert war der Schornsteinkopf des weithin sichtbaren 25 Meter hohen Schornstein des Maschinenhauses, der mit hochgestelzten Rundbogen Öffnungen, geputzten Blendnischen und Zahnfries versehen war. Umlaufend mit Terrakotta Verzierungen geschmückt, fanden sich dort der Braunschweiger Löwe, die Darstellung eines Greif und weitere figürliche Darstellungen. Der Schornstein wurde vom Ingenieurbüro für Fabrikschornsteinbau H. R. Heinicke aus Berlin errichtet. Das Maschinenhaus war direkt über einen Tunnel mit dem Haupthaus verbunden, in diesem waren die Dampfrohre der Heizungsanlage verlegt.

### Pumpenhaus am See
Das Pumpenhaus, am See gelegen, im neoromanischen Baustil gehalten. Unterhalb des Hauptgesims finden sich rundbogige Blendnischen, welche durch Pilaster gegliedert werden. Die Pilaster erinnern an romanische Säulen mit Würfelkapitellen. An den Gebäude-Ecken finden sich gequaderte Ecklisenen. Von hier aus erfolgte die Wasserversorgung des Schlossgartens und der Gärtnerei. Auch der Brandschutz hatte beim Schloss-Neubau hohe Priorität, wie der Einbau einer Sprinkleranlage beweist. Diese wurde ebenfalls vom Pumpenhaus aus gespeist. Die Sanierung wurde 2003 abgeschlossen.

## Park

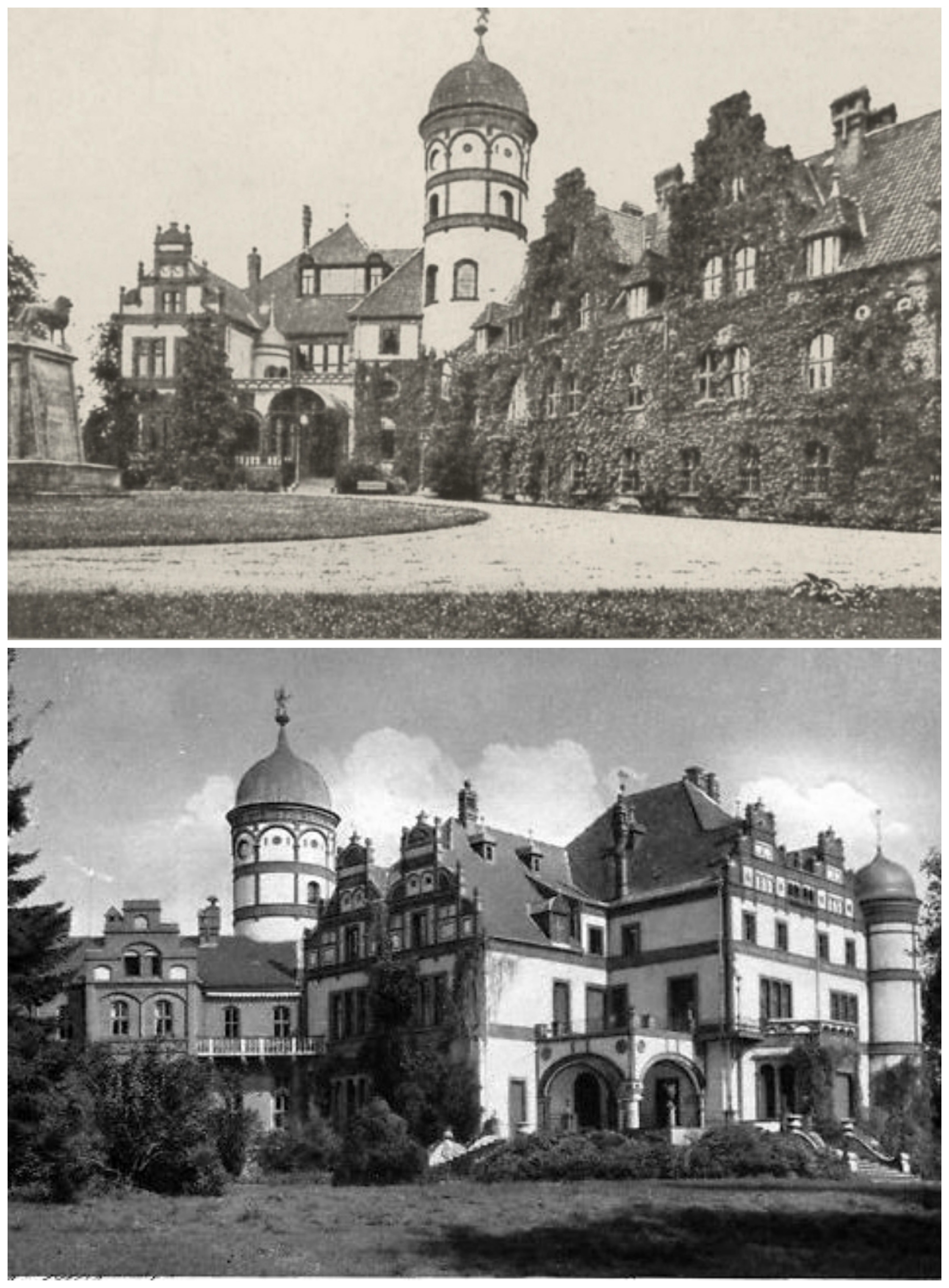
Grünanlagen

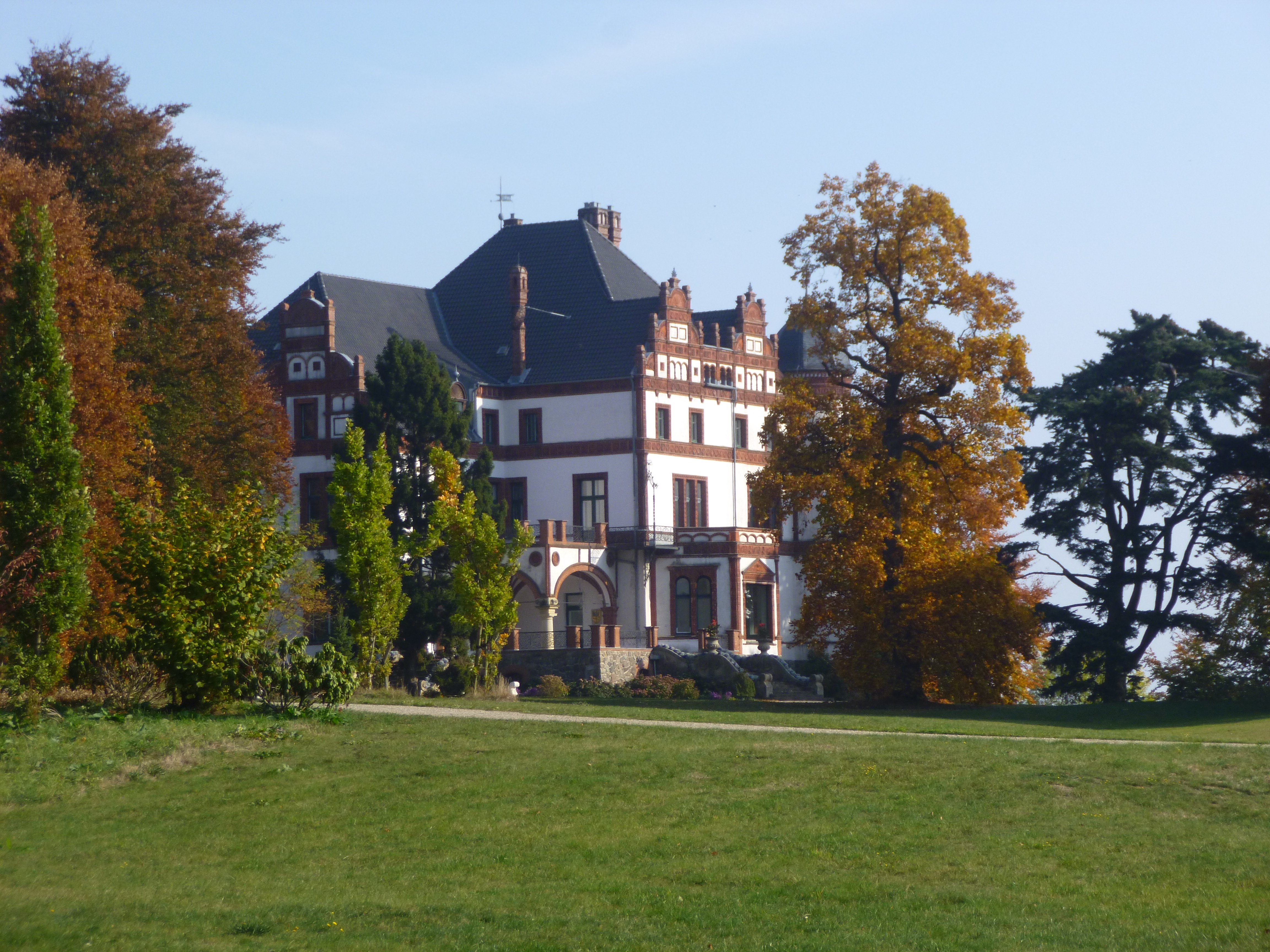
Parkseite 2018

Der Schlosspark Wiligrad bei Lübstorf wurde um 1930 zu den drei schönsten Parkanlagen in Mecklenburg gerechnet. Als Landschaftspark entworfen und angelegt, war er einst für seine ehemals weithin gerühmten doppelreihig gepflanzten Rhododendrenhaine nicht nur landesweit bekannt. Die große Anzahl der angepflanzten dendrologischen Besonderheiten, die im Ergebnis einer Erhebung anlässlich der Jahreshauptversammlung der Deutschen Dendrologischen Gesellschaft 1930 dokumentiert wurde, belegt in eindrucksvoller Weise die Sammelleidenschaft des Herzogs Kostbarkeiten.
Herzog Johann Albrecht hatte auch an der planerischen Ausführung der Parkanlage erheblichen Anteil. So konsultierte er den Thüringer Schlossgärtner des Belvedere in Weimar, Arnim Sckell aus dem Hause Sachsen-Weimar in Lübstorf, um seine Anweisungen betreffend der Gartenanlagen mitzuteilen und diese zu besprechen. Von diesem Treffen berichtete die Mecklenburgische Zeitung in ihrer Tagesausgabe vom 24. Februar 1896 „Der Schloßgärtner liefert aus Ihrer Hoheit der Herzogin Johann Albrecht Heimat die Zeichnungen zu dem in Lübstorf anzulegenden Schlossgarten.“. An diesem Treffen nahm auch der Architekt Alfred Haupt teil.
Der Waldpark wurde im Zeitraum von 1896 bis 1902 von Ludwig Winter und dem vor Ort zuständigen herzoglichen Förster Wilhelm Ahrens nach den Wünschen des Herzogs gestaltet.
Die Terrassenanlagen des Schlosses ermöglichen den direkten Zugang zur Gartenanlage, und einen ausgezeichneten Ausblick auf ebendiese. Die Anordnung der Elemente im Waldpark ergibt ein stimmiges Gesamtbild. Wege im Park haben keine klare geometrische Anordnung, sondern diese passen sich an ihre natürliche Umgebung an. Die das Gebäude umgebenden Ziergrünflächen ermöglichen einen freien Blick auf das Schloss. Während am Gemäuer des Schlosses Kletterpflanzen vorherrschten, waren im direkten Umfeld exotische Gehölze zu finden. Diese bildeten einen gewollten Kontrast zum Buchenbestand des Waldparkes. Hier ist auch anzumerken, dass Sichtachsen so freigehalten wurden, dass unter anderem der Blick auf den Schweriner See ermöglicht wurde.
Über eine dieser offen gehaltenen Sichtachsen ergibt sich der imposante Blick aus dem Salonfenster der Südseite auf den Schweriner See mit der Insel Rethberg. Das große Salonfenster, eingebettet in den polygonalen Vorbau mit den flankierenden hochgestelzten Rundbogenfenstern, bietet auch heute noch diesen herrlichen Ausblick.

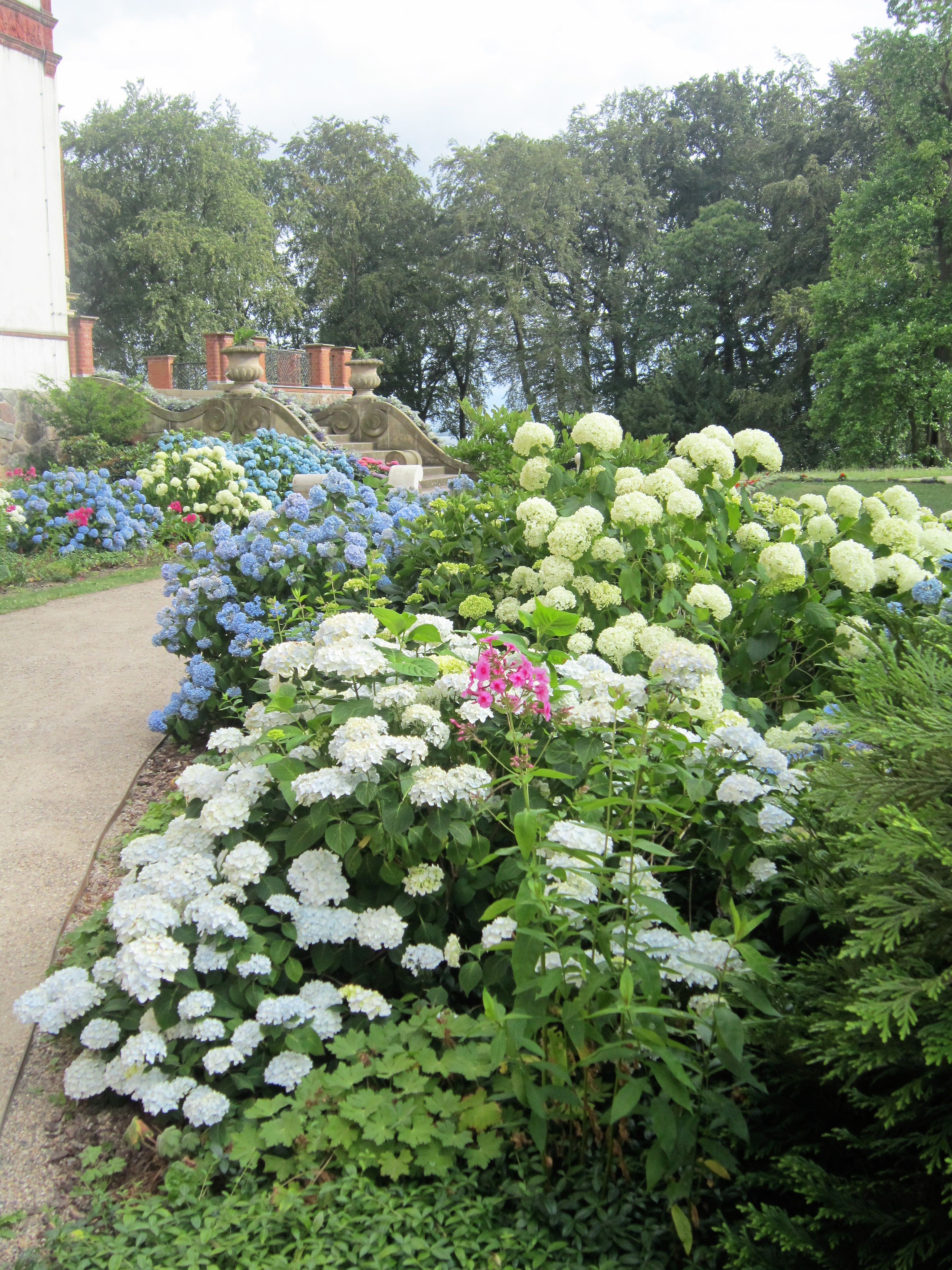
Blühende Hortensien im Schlosspark

Bemerkenswert sind der Ginkgobaum, die Pyramideneiche, die Kaukasusfichte, der Trompetenbaum oder die Blutbuche, um nur einige der vorkommenden edlen Gehölze zu nennen. Anzumerken sind auch die den Schlossteich flankierenden Rhododendren. Mit ihrer hell violetten Farbe bieten sie ein schmuckvolles Erscheinungsbild.
Im Waldpark mit einer Gesamtfläche von 209 ha finden sich verschiedene Architekturelemente, hauptsächlich aus Italien stammend. Die Schloss- und Parkanlagen blieben bis 1945 im Besitz der großherzoglichen Familie.

Bis Ende 2014 wurde der Park nach vier Jahren Bauzeit wieder in seinen entstehungszeitlichen Zustand zurückversetzt. Nach dem Abbruch von Altlasten, wie die vorhandene Bunkeranlage mit einem 

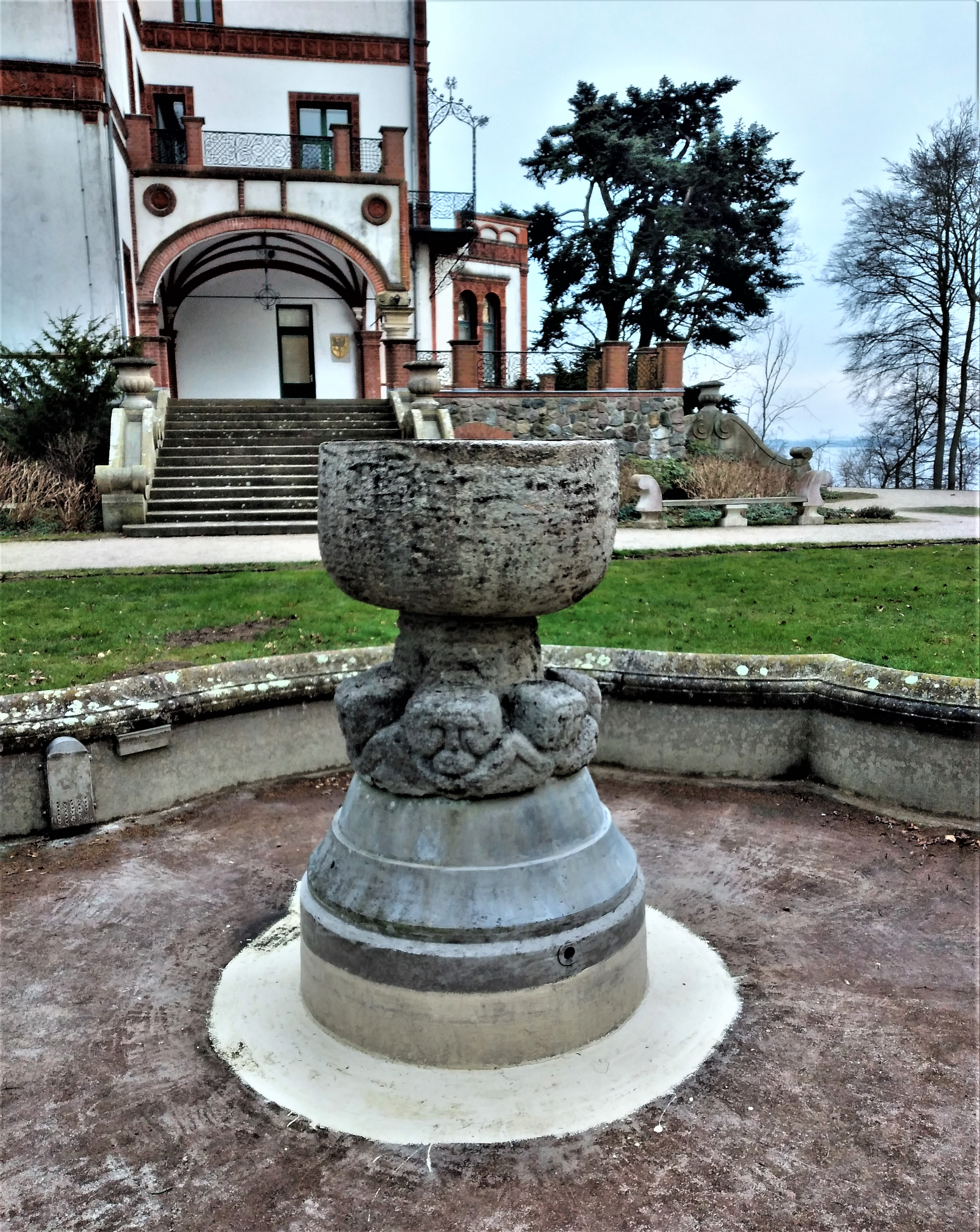
Tauffünte aus der Döpe

Volumen von mehr als 4000 m³, von 5000 m Wegebau, 13500 m³ bewegter Erde sowie der Neupflanzungen von 1000 Rhododendren und weiteren 3000 Hochstämmen und Heistern kann der Besucher nun wieder ungestört, an einem verkehrsberuhigten Ort, Parkanlage und Schloss erkunden.

### Wiligrader Tauffünte
Pastor Friederici zu Hohen Viecheln ließ den im Volksmund Döpelstein genannten Taufstein um 1775 aus der Döpe in der Nähe der ehemaligen Slawenburg Burg Dobin bergen. Nach der Bergung gelangte der Döpelstein, an den sich eine Sage zur gewaltsamen Taufe der slawischen Bevölkerung knüpft, in den Besitz des Hofrats Oluf Gerhard Tychsen, dem Rektor der Friedrichs-Universität Bützow. Die Tauffünte wurde auf seine Weisung hin in der Bützower Universitätsbibliothek ausgestellt. Ende des 19. Jahrhunderts befand sie sich dann im Privatgarten des Bützower Lehrers und Pomologen Oskar Glorius Stötzer. Von dort aus ließ Herzog Johann Albrecht sie 1898 in den Park nach Wiligrad verbringen. Die Tauffünte bildet seither das Zentrum des vor der Südterrasse errichteten Brunnens.

### Elisabeth-Quelle

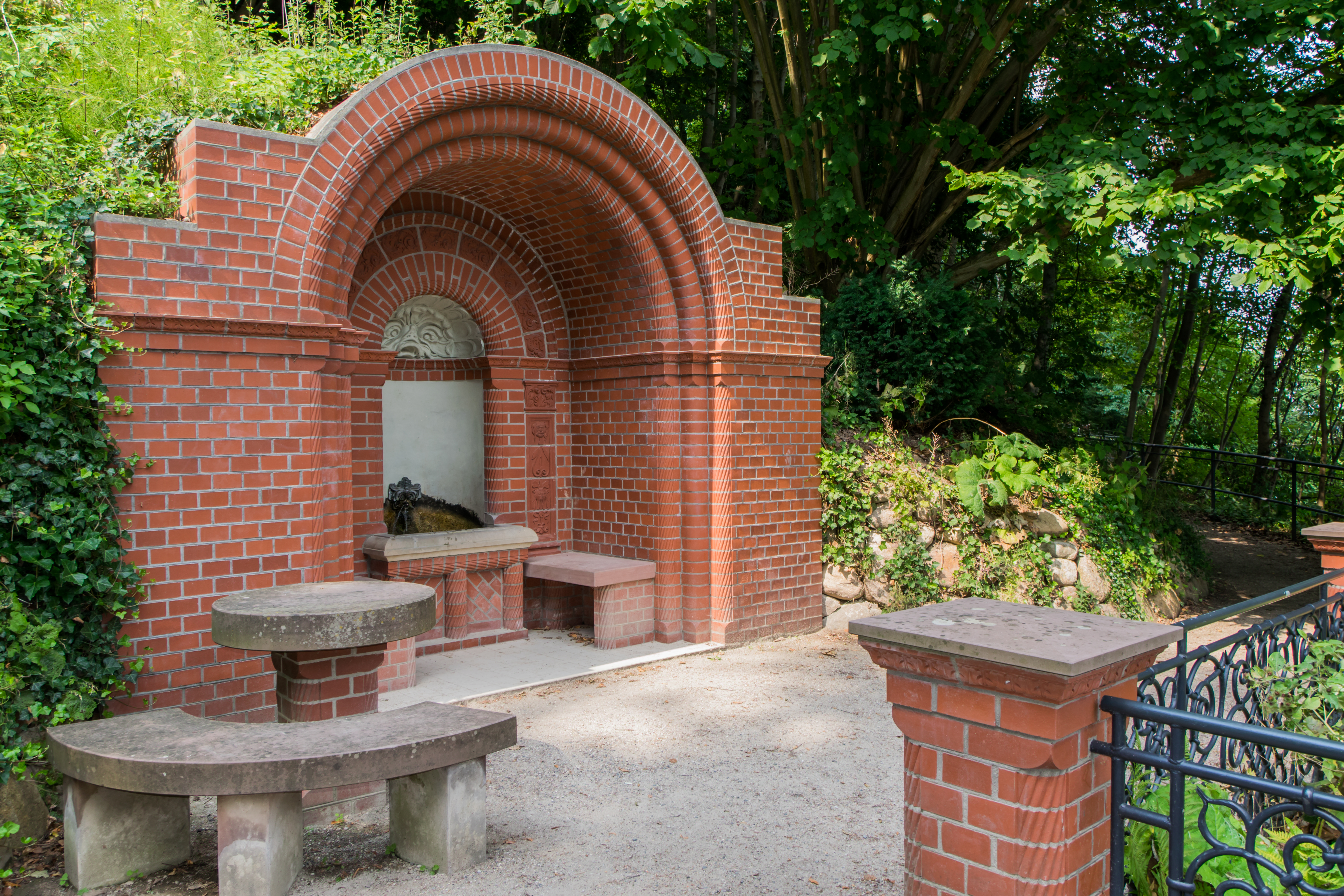
Waldpark Elisabeth-Quelle

Die Elisabeth-Quelle, eingebettet in eine gemauerte Nische, befindet sich östlich des Schlosses, am Steilufer des Sees. Die Quelle trägt den Namen der 1908 verstorbenen Herzogin zu Mecklenburg.

### Friedrich-Franz-Weg
Der ungefähr 3 km lange Friedrich-Franz-Weg, der nach dem 1897 verstorbenen Großherzog Friedrich Franz III benannt ist, wurde in den Jahren 1896 bis 1898 angelegt. Beginnend am Obelisken in Lübstorf, führt dieser Weg durch den Waldpark bis zum Schlossgelände Wiligrad. Erwähnenswert auch die Kaisertreppe, die ihren Namen nach einem Besuch des Kaisers Wilhelm II. im Jahr 1903 erhielt. Von der Elisabeth-Quelle ausgehend, verläuft der Weg weiter am Rande des Steilufers bis zur Kaisertreppe, über den Ahrensweg erschloss sich zudem der Fähranleger.

### Segelhafen mit Dampferanlegestelle

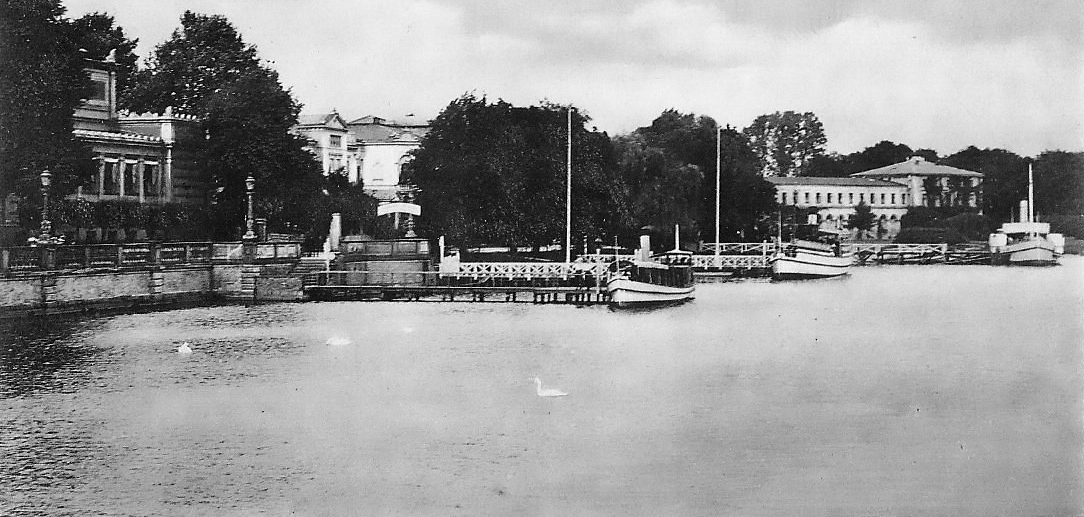
Dampferanlegestelle Annastraße in Schwerin, mit den Dampfschiffen Pribislaw, Niklot und Obodrit

Im Segelhafen befanden sich einige Ruderboote und die Segeljacht Cecilie. Während die Ruderboote den Gästen des Hauses zugedacht waren, unternahm die herzogliche Familie regelmäßig Fahrten mit ihrer Segeljacht auf dem Schweriner See. Die Steinmole, die den Jachthafen vor dem Wellengang schützte, ist mittlerweile kaum mehr vorhanden.
Besucher konnten den Park und das Schloss mit den auf dem Schweriner See verkehrenden Dampfschiffen erreichen. Die Pribislaw, die Niklot und die Obotrit, ein großer Raddampfer, verkehrten täglich. Am 1. August 1902 reiste auch Kaiser Wilhelm II., der zuvor Schwerin besuchte, mit dem Raddampfer Obotrit nach Wiligrad, um dort seinen Freund und Ratgeber Herzog Johann Albrecht zu besuchen.
In den 1920er Jahren bestand zudem eine Fährverbindung, die von Schwerin über Wiligrad nach Bad Kleinen führte.

### Kleinkunstwerke und Gedenksteine
Im Park und die angelegten Wege flankierend finden sich zahlreiche Gedenksteine und Kunstwerke.
- Eine auf großem Postament ruhende Marmorvase, wovon früher zwei vorhanden waren.
- Der Sachsenstein, der in Erinnerung an Erbgroßherzog Karl August von Sachsen-Weimar-Eisenach aufgestellt wurde.
- Ein römischer Gedenkstein aus Tusculum, am ehemaligen Kirchweg in Richtung Zickhusen, hinter dem Kavaliershaus.
- Auf einer Anhöhe das Friedrich-Franz-Denkmal, das zu Ehren Friedrich Franz III. aufgestellt wurde.
- Am Nebenweg stehender Basewitzstein, der zu Ehren des Grafen Carl von Bassewitz-Levetzow dort aufgestellt.
- Zu Ehren von Alexander von Bülow, der Bülow-Stein, dem mecklenburgischen Staatsminister gewidmet, der in der Grabkapelle zu Marsow bestattet wurde.
- Der Elisabeth-Stein, aufgestellt zu Ehren der Herzogin von Mecklenburg.
- Der Friedrich-Franz-Stein, der anlässlich der Einweihung des Friedrich-Franz-Weges aufgestellt wurde.
- Vor der Südterrasse des Schlosses die romanische Tauffünte.
- Seepromenade, der Wegestein für Haushofmeister Wilhelm Ahrens.
- Tre Fontane, ein künstlicher Zusammenfluss dreier Quellen, am Weg am See, der auch von Both-Weg genannt wird.
- Der Carl-Alexander-Wegstein, der in Erinnerung an den Großherzog von Sachsen-Weimar-Eisenach aufgestellt wurde, südlich des Marstalls gelegen.

## Sonstiges

### Der Name Wiligrad
Die Namensgebung erfolgte durch den Bauherrn. Der Herzog ließ sich dabei von einem Reisebericht des Fernhändlers jüdischer Herkunft Ibrahîm ibn Jakûb inspirieren. Aus dem Reisebericht geht hervor, dass um 965/967 der abodritische Samtherrscher Nakon in einer großen Burg residierte, im arabischen Wortlaut Wîli-Grâd. Es handelte sich sehr wahrscheinlich um die Mecklenburg, auch wenn der slawische Name der Burg nicht überliefert ist.
In einer Schenkungsurkunde Otto des III. vom 10. September 995 erscheint die „Michelenburg“, welches gleichfalls „Große Burg“ bedeutet. Die Anlagebeschreibung lässt den Schluss zu, dass es sich bei der von Ibrahîm ibn Jakûb beschriebenen Burganlage Wîli-Grâd um dieselbe handelt wie die in der Urkunde Otto des III., die im Zusammenhang mit seinem Feldzug gegen die mecklenburgischen Wenden ausgestellt wurde.

### Braunschweiger Löwe
Herzog Johann Albrecht hatte von 1907 bis 1913 die Regentschaft über das Herzogtum Braunschweig inne. 1914 wurde in dankbarer Erinnerung an seine Regentschaft der Braunschweiger Löwe als Bronzeguss auf einem gequaderten pyramidalen Postament vor dem Schloss Wiligrad aufgestellt. Den Blick auf das Hauptportal gerichtet, zentriert im Rasenrondell aufgestellt, bot die Statue ein imposantes Erscheinungsbild. Im Zuge der Nutzung des Schlosses als SED-Parteischule wurde die Originalstatue im Jahr 1950 entfernt. Anstelle des verschollenen Originals steht nunmehr ein im Herbst 2014 aufgestellter Nachguss.

### Hofstaat 1908
Die höfische Gesellschaft gliederte sich wie folgt:
- Hofmarschall: Cuno von Rantzau
- Staatsdame: Helene von Bassewitz
- Hofdame: Pauline Gräfin von Wedel
- Haushofmeister: Kammerdiener Johann Jacobs (welcher auch Geschäftstätigkeiten ausübte)
- Schlossaufseherin: Helene Harder
- Leibkutscher: Johann Holst
- Schlossmaschinist: Alwin Vetter
- Mundkoch: Paul Günther
- Gärtner: Georg Spangenberg

Ehemals dem Hofstaat angehörig waren der hochdekorierte Haushofmeister Wilhelm Ahrens, nach dem der Ahrensweg im Park benannt wurde, und der Ober-Schlosshauptmann Dimitri von Vietinghoff.
Die Übersicht des Hofstaates zeigt, wie strukturiert das direkte Umfeld des herzoglichen Paares gegliedert war. Unerwähnt dürfen selbstverständlich nicht die landwirtschaftlichen Arbeiter und Hofangestellten bleiben, welche unerlässlich wichtig für die Schlosswirtschaft waren. In diesem Zusammenhang sind auch der Forsthof und das Landgut Zickhusen zu erwähnen.

### Bahnhof Wiligrad

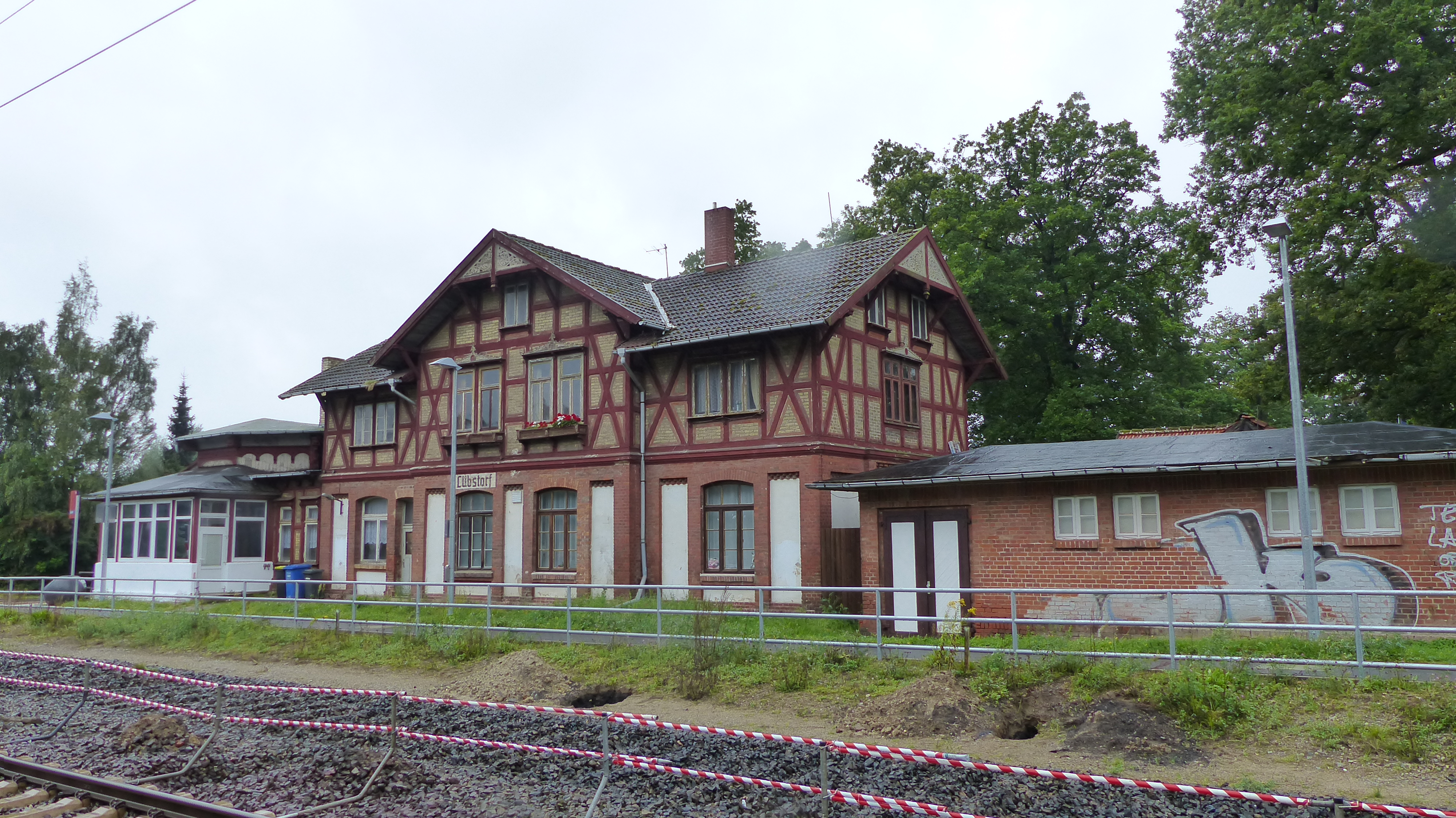
Empfangsgebäude

Die Mecklenburgische Zeitung vom 31. Juli 1897 berichtete, dass auf Anweisung des Herzoges der Bau des später als Bahnhof Wiligrad benannten Bahnhofsgebäudes am Gleisanschluss in Lübstorf begonnen wurde. Neben der Empfangshalle, den Warteräumlichkeiten für Gäste des Fürsten wurde das Fürstenzimmer eingerichtet, welches ausschließlich der Familie des Herzoges vorbehalten war. Das Gebäude der Friedrich-Franz-Eisenbahn ist aus rotem Backstein errichtet und war umlaufend mit in weiß gehaltenen Blendnischen versehen. Das Obergeschoss wurde hingegen im Fachwerkstil mit aufwändigen Ausmauerungen aus gelbem und rotem Backstein sowie passend eingefärbten Fugen errichtet. Wie beim Schloss ist die Farbgebung des Baues an die deutschen Reichsfarben schwarz, weiß und rot angepasst worden.
1908 sorgten der Stationsvorsteher Johann Oldenburg und die beiden Weichenwärter Christian Kort und Wilhelm Tempe für den reibungslosen Betriebsablauf auf dem schlossnahen Bahnhof der Friedrich-Franz-Eisenbahn.
Die Namengebung Bahnhof Wiligrad erfolgte in direktem Bezug auf das fürstliche Anwesen. Diese Bezeichnung blieb bis zum Ende der Monarchie und den Anfängen der Weimarer Republik erhalten. Heute trägt der Bahnhof den Namen der Gemeinde Lübstorf.
Das historische Empfangsgebäude steht heute unter Denkmalschutz.

### Landgut Zickhusen
In die wirtschaftliche Struktur der Schlossverwaltung Wiligrad war auch das Dominalgut Zickhusen mit seinen Land- und Forstbetrieben eingebunden. Das 616,9 Hektar große Landgut und dessen Betriebe unterstanden bis Mai 1945 der in Schwerin ansässigen großherzoglichen Güterverwaltung. Das Gut wurde unter anderem von der Pächterfamilie Ehlers bewirtschaftet.
Friedrich Franz zu Mecklenburg und sein jüngerer Bruder Christian Ludwig zu Mecklenburg hatten sich den landwirtschaftlichen Studium zugewendet. Bei ihren Aufenthalten auf Schloss Wiligrad arbeiteten sie zeitweilig in den Betrieben des Landgutes Zickhusen, um hier praktische Erfahrungen zu sammeln.

### Herzogin Elisabeth und die Musik
1904 besuchte der amerikanische Komponist Ernest Schelling die herzogliche Familie auf Schloss Wiligrad. Herzogin Elisabeth schätzte Schellings romantische Musikstücke. So komponierte er bei seinem Aufenthalt das Musikstück für Klavier Au Chateau de Wiligrad, welches er der Herzogin zu Mecklenburg widmete.

## Kunstverein Wiligrad
Seit 1991 nutzt der im selben Jahr gegründete Kunstverein Wiligrad Räumlichkeiten für wechselnde Ausstellungen der Bildenden Kunst. Der Schwerpunkt liegt auf hochwertigen Werken der Gegenwartskunst. Alleine in den ersten 25 Jahren seines Bestehens zeigte der Verein mehr als 200 Galerieausstellungen. Vorsitzende des Vorstands ist seit 2023 die Grafikerin und Hochschullehrerin Hanka Polkehn.